# Description de la Chine et de la Tartarie chinoise

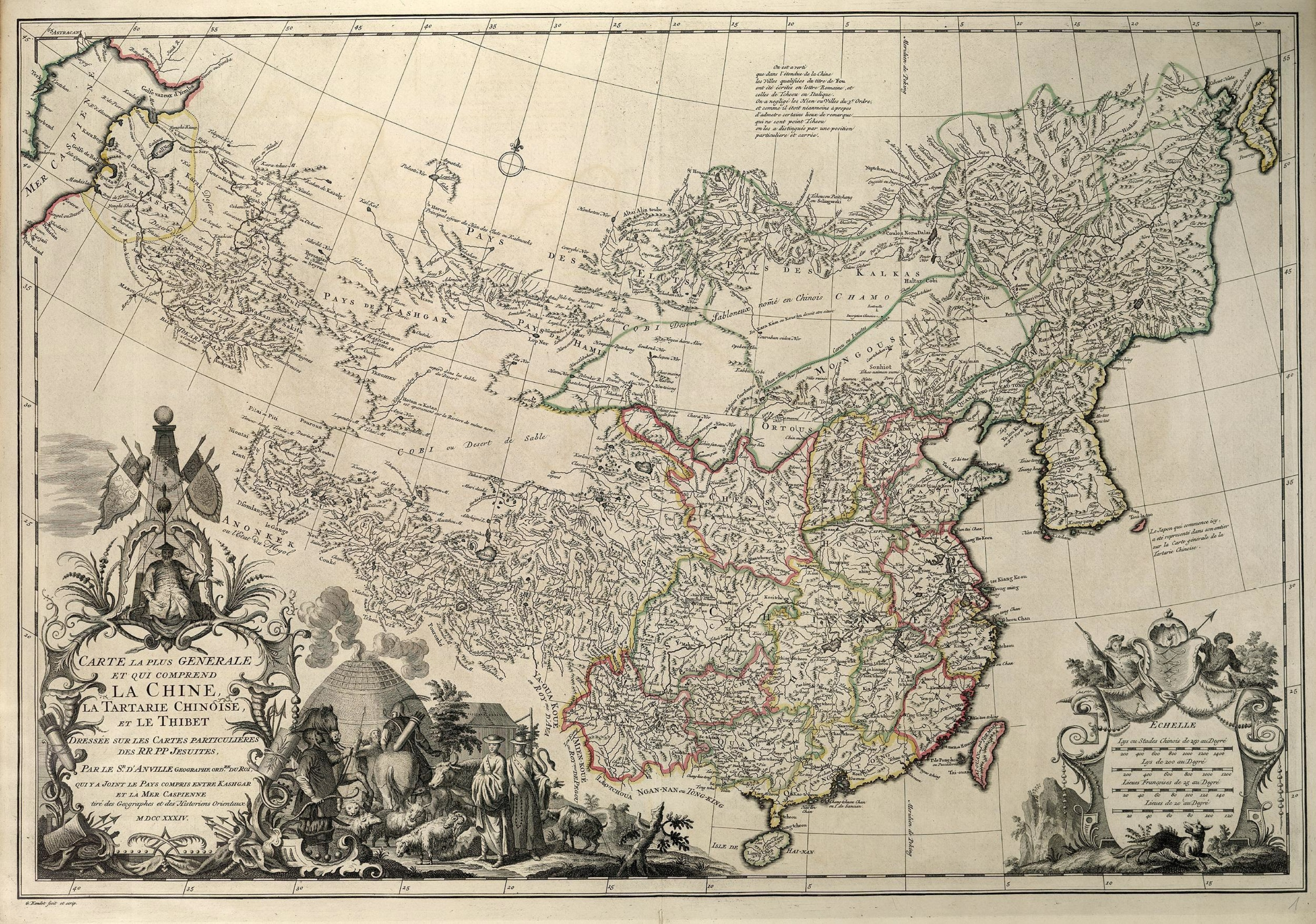
Description de l’Empire de la Chine et de la Tartarie, 1737, Generalkarte von China

Description de la Chine et de la Tartarie chinoise, oder in Langform Description Géographique, Historique, Chronologique, Politique, & Physique , de la Chine & de la Tartarie Chinoise, enrichie des Cartes générales & particuliéres de ces Païs,de la Carte générale & des Cartes particuliéres du Tibet,& de la Corée,& ornée d’un grand nombre de figures gravées en taille-douce, qui contient trois ou quatre Volumes in folio. ist ein vierbändiges Kompendium des französischen Jesuiten Jean-Baptiste Du Halde über die Geschichte, Geographie, Religion und Kultur des Chinesischen Reichs. Die erste Ausgabe erschien 1735 in Paris.
Im März 1733 veröffentlichte das Journal de Trévoux im Artikel XXIII eine Besprechung des Werks von Jean-Baptiste du Halde.

## Historischer Hintergrund
Der Jesuit Jean-Baptiste Du Halde war Beichtvater Ludwigs XIV. Er selbst hat niemals China besucht, sammelte aber über 24 Jahre alle Informationen und Daten, die französische Jesuiten aus den Missionen in China nach Frankreich lieferten und nutzte dabei auch andere europäische Quellen über unterschiedliche Fachbereiche. Illustriert ist das Werk u. a. mit Karten d’Anvilles, königlicher Geograph und Kartograph. Die Karten basieren auf Druckstöcken, die von Jesuiten für einen von Kaiser Kangxi geplanten Atlas, der um 1718/19 gedruckt wurde, angefertigt wurden.
Voltaire schreibt zu dem Werk:

« Jésuite; quoiqu’il ne soit point sorti de Paris, et qu’il n’ait point su le chinois, a donné sur les Mémoires de ses confrères la plus ample et la meilleure description de l’empire de la Chine qu’on ait dans le monde. »

„Jesuit; obwohl er Paris nie verlassen hat und keinerlei Chinesisch konnte, hat auf der Grundlage der Mitteilungen seiner Ordensbrüder die umfangreichste und beste Beschreibung des Kaiserreiches von China gegeben, die es auf der Welt gibt.“

## Übersetzungen
Die erste niederländischen Auflage erschien unter demselben Namen.
Die deutsche Auflage hatte den Titel Ausführliche Beschreibung des Chinesischen Reichs und der grossen Tartarey. Aus dem Französischen mit Fleiß übersetzet, nebst vielen Kupfern.
Die englischen Auflagen erschienen mit den Titeln The General History of China. Containing A Geographical, Historical, Chronolocical, Political and Physical Description of the Empire of China, Chinese-Tartary, Corea and Thibet. Including an extract and particular account of their Customers, Manners, Ceremonies, Religion, Arts and Sciences. The whole adorn't with curious maps, and variety of copper-plates. Done from the french P. du Halde und
A description of the empire of China and Chinese-Tartary, together with the kingdoms of Korea, and Tibet: containing the geography and history (natural as well as civil) of those countries: enrich’d with general and particular maps, and adorned with a great number of cuts / from the French of P.J.B. Du Halde, Jesuit ; with notes geographical, historical, and critical, and other improvements, particularly in the maps, by the translator ; in two volumes.
Titel der russischen Ausgaben waren: Географическое, историческое, хронологическое, политическое и физическое описание Китайския империи и Татарии Китайския снабденное разными чертежами и рѣзными фигурами сочиненное дюгальдом ; а с французскаго переведенное игнатьем де теильсом в Типографии Императорскаго сухопутнаго шляхетнаго кадетскаго корпуса. und
Иждивением А. Светушкина
Историческое и географическое описание Китайской империи,
C изъяснением различных названий Китая, границ величины, климата, состояния земли, озер и рек, плодов, полезных деревьев, чая, поваренных и целительных трав, металлов, драгоценных камней, всякаго рода зверей и скота, птиц, шелковых червей, рыб, числа жителей, их характера, одежд, обрядов, пищи, женидьб, печальных обрядов, великолепных зданий классов дворян и простаго народа, ободрения земледелия, о торговле и мореплавании, манифактурах и разных их науках, религии, образе правления и о прочем. : Перевод с немецкаго.

## Ausgaben
Pierre-Gilles Le Mercier (P. G. Le Mercier) aus Paris war 1735 der erste Verleger von du Haldes Werk.
- 4 Folio-Bände 2° 435 × 284 mm
  - Band 1 hat 592 S. und 25 doppelseitige Kupferstichtafeln mehrfach gefaltet
  - Band 2 hat 725 S. und 10 ganzseitige Kupferstichtafeln
  - Band 3 hat 564 S. und 5 Kupferstichtafeln
  - Band 4 hat 520 S. und 25 Kupferstichtafeln mehrfach gefaltet.

Die 4 Bände kosteten 200 Livres.

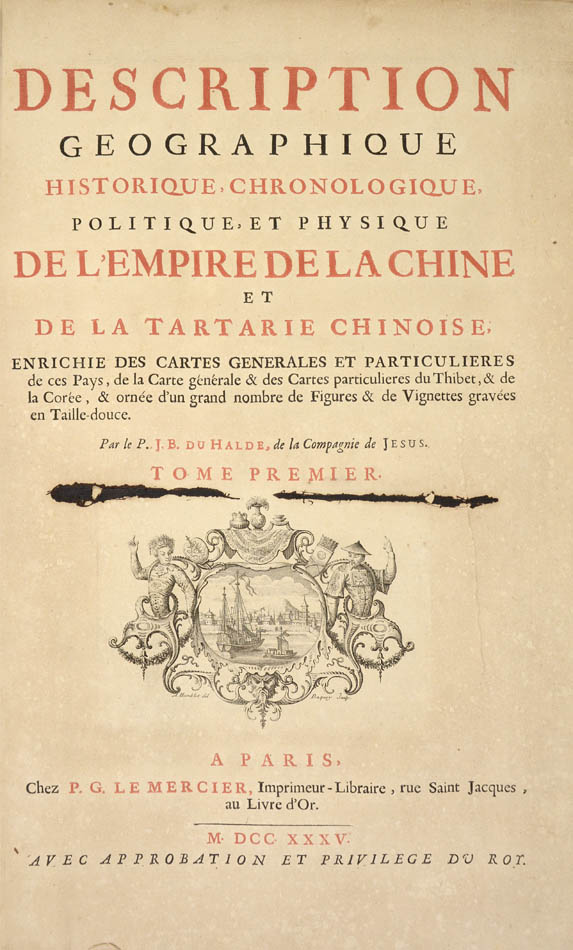
Description de la Chine et de la Tartarie chinoise, 1735, Titelbild Band 1
Description de la Chine et de la Tartarie chinoise, 1735, Titelbild Band 2
Description de la Chine et de la Tartarie chinoise, 1735, Titelbild Band 3
Description de la Chine et de la Tartarie chinoise, 1735, Titelbild Band 4

Nicolas-Léger Moutard gab 1770 eine weitere Ausgabe heraus, die er für 120 Livres ungebunden anbot. Es handelt sich womöglich um Restbestände der Auflage von 1735, versehen mit aktuellen Titelblättern. Zumindest lässt sich dies aus der Anzeige vom 9. November 1770 von N. L. Moutard erahnen: „Der gleiche Buchhändler gibt bekannt, daß er den Rest der Auflage des folgenden Buches erworben hat, von dem nur noch 40 Exemplare übrig sind.“

Description of the Empire of China, 1770, Titelbild Band 1
Description of the Empire of China, 1770, Titelbild Band 2
Description of the Empire of China, 1770, Titelbild Band 3
Description of the Empire of China, 1770, Titelbild Band 4

Für die Auflagen von 1735 und 1770 waren folgende Künstler tätig:
- François Baillieul
- Maurice Baquoy
- Guillaume Nicolas Delahaye
- François-Julien Desbrulins
- Quirin Fonbonne
- Jean-Baptiste Guélard
- Jean Haussard (oder Haussart)
- Honbleau
- Antoine Humblot
- Lucas Auger
- Alexandre Maisonneuve
- Le Parmentier
- C. de Putter

Hendrik (Bastiaansz) Scheurleer aus Den Haag, auch Henri Scheurleer genannt, (er wird oft verwechselt mit seinem Neffen, der Haager Buchhändlers Hendrik Scheurleer) legte 1736 eine weitere Edition von du Haldes Werk auf. Der Text, nachgedruckt nach der Pariser Ausgabe von 1735, war jedoch ohne die dort beigegebenen Karten d’Anvilles. Diese erschienen 1737 separat in einem Atlasband „pour la commodité des lecteurs“.
- 4 Bände 4° 257 × 196 mm
  - Band 1 hat 488 Seiten, 53 Kupfertafeln (25 gefaltete Karten und 28 gefaltete Tafeln)
  - Band 2 hat 834 Seiten
  - Band 3 hat 652 Seiten mit 4 Tafeln
  - Band 4 hat 343 Seiten; am Ende des 4. Bandes 2 große grenzkolorierte Karten Chinas

1737 kosteten die 4 Bände 55 Gulden.

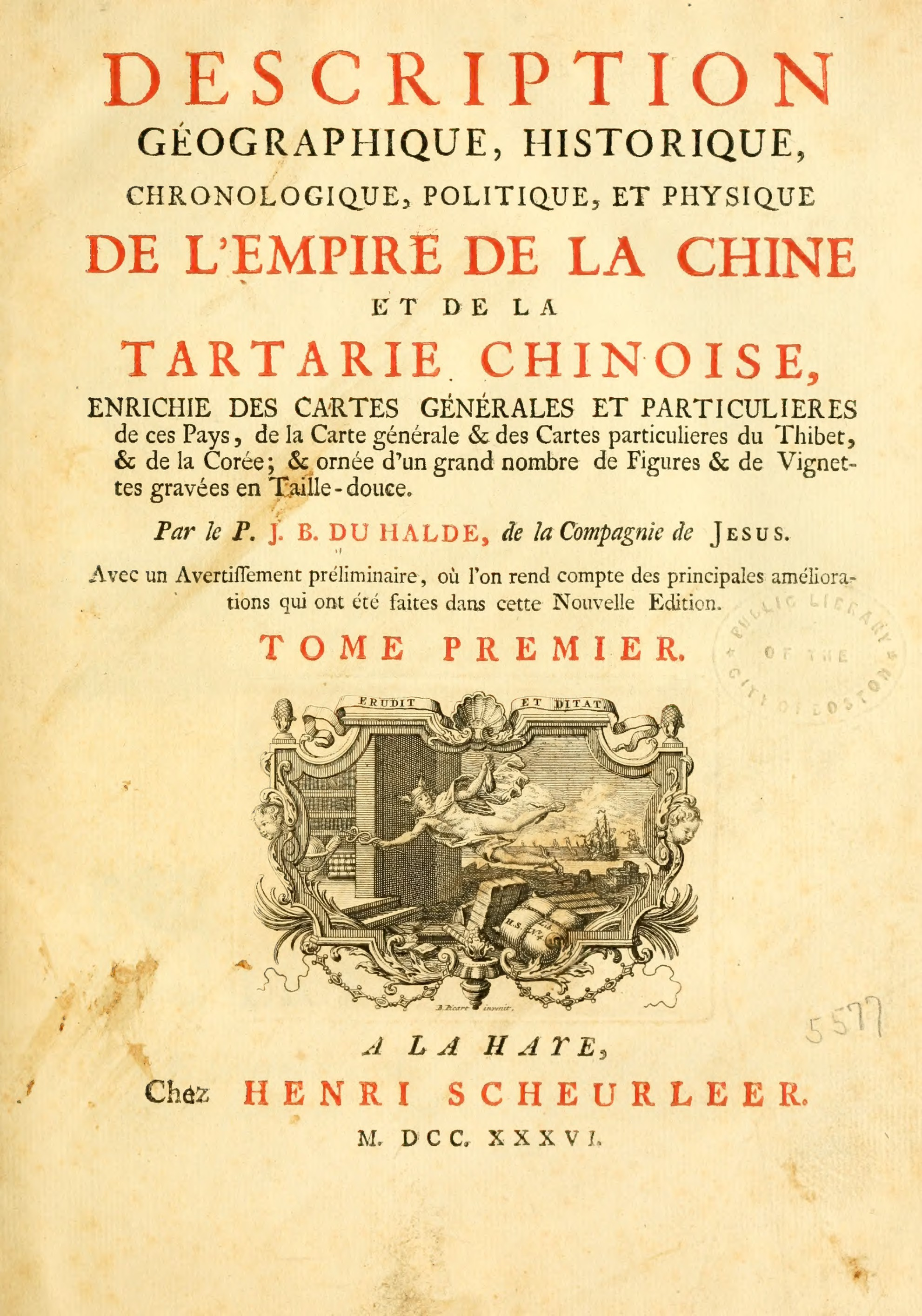
Description de l’Empire de la Chine et de la Tartarie, 1736, Titelbild Band 1
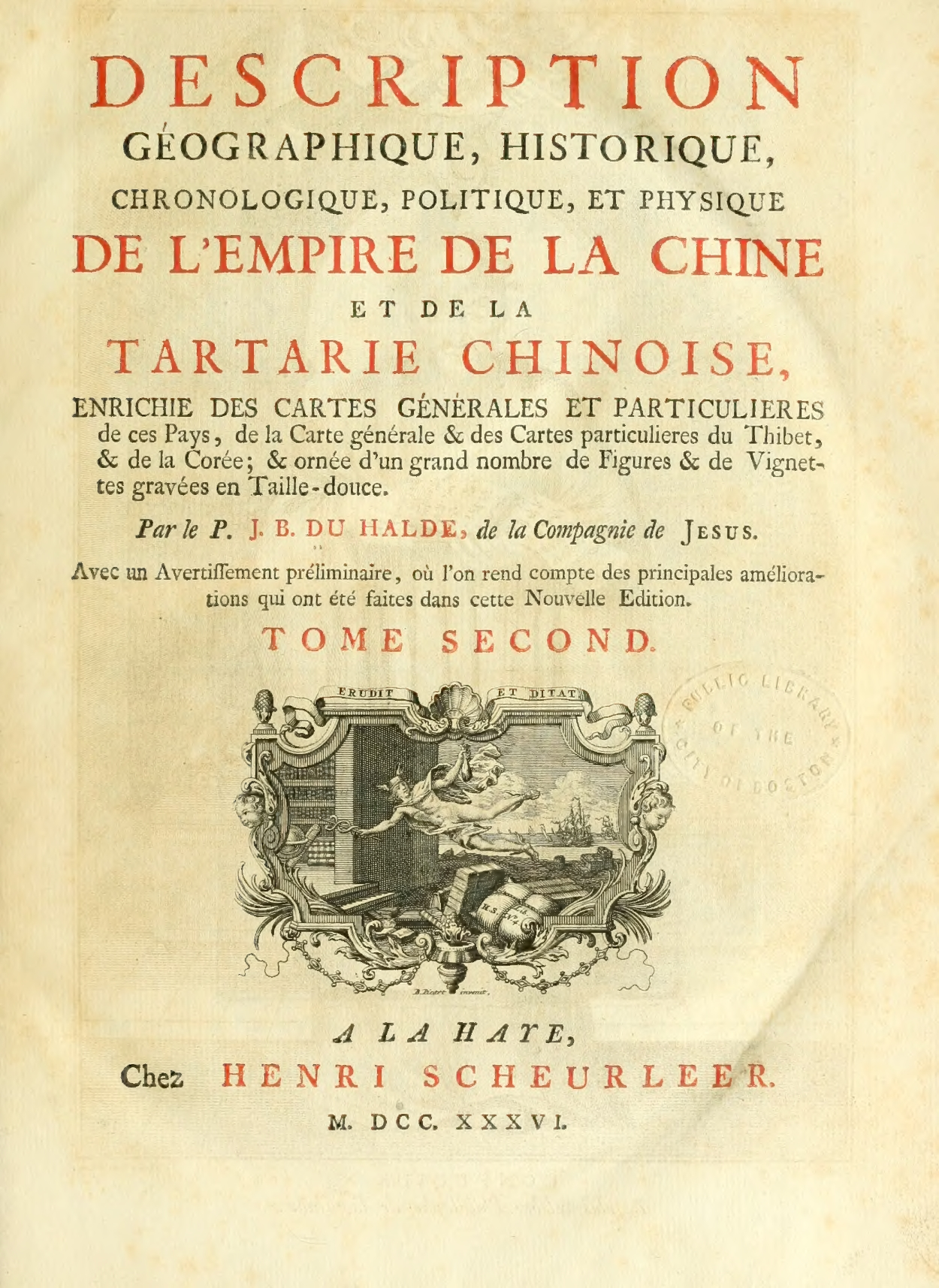
Description de l’Empire de la Chine et de la Tartarie, 1736, Titelbild Band 2
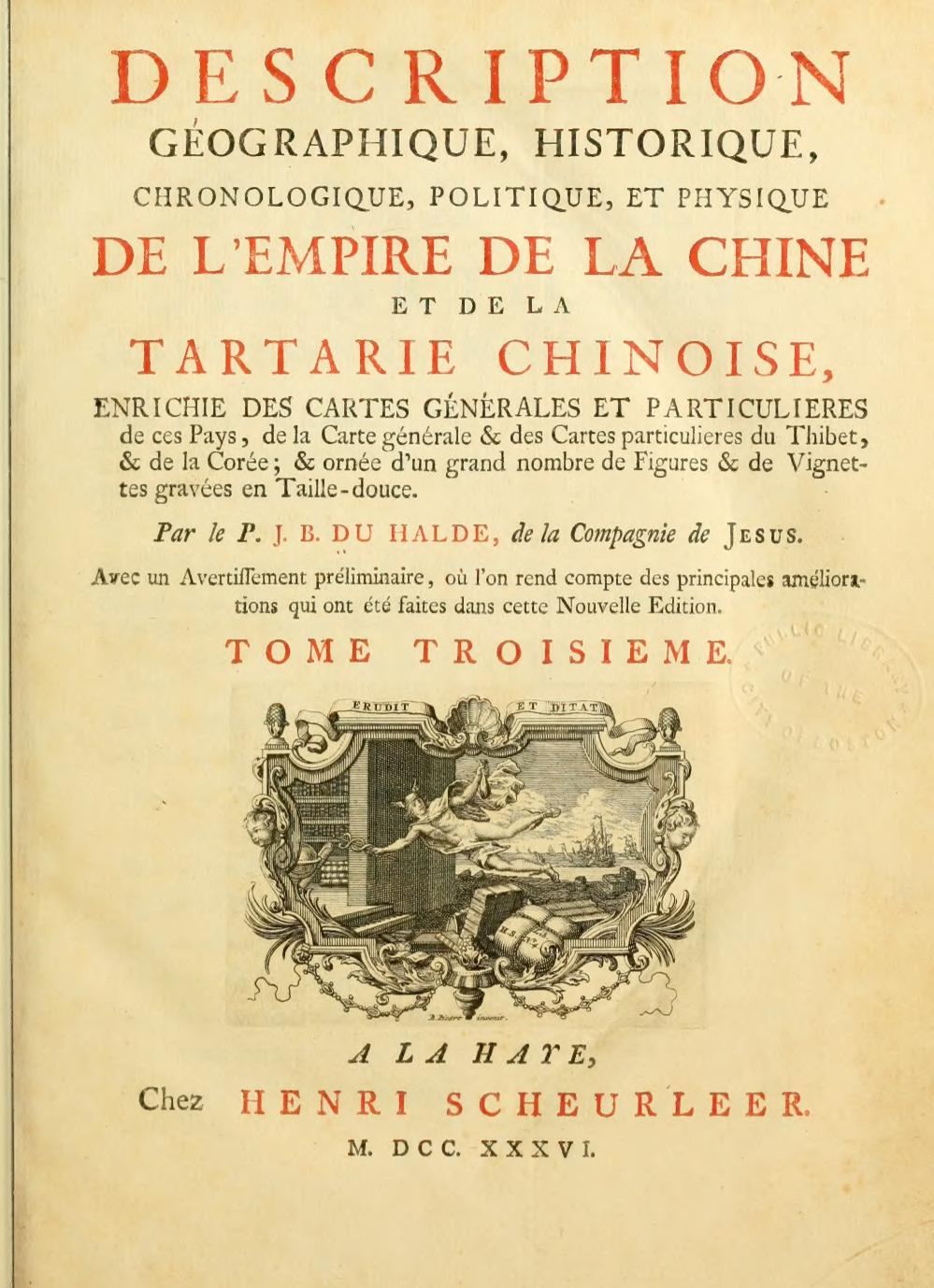
Description de l’Empire de la Chine et de la Tartarie, 1736, Titelbild Band 3
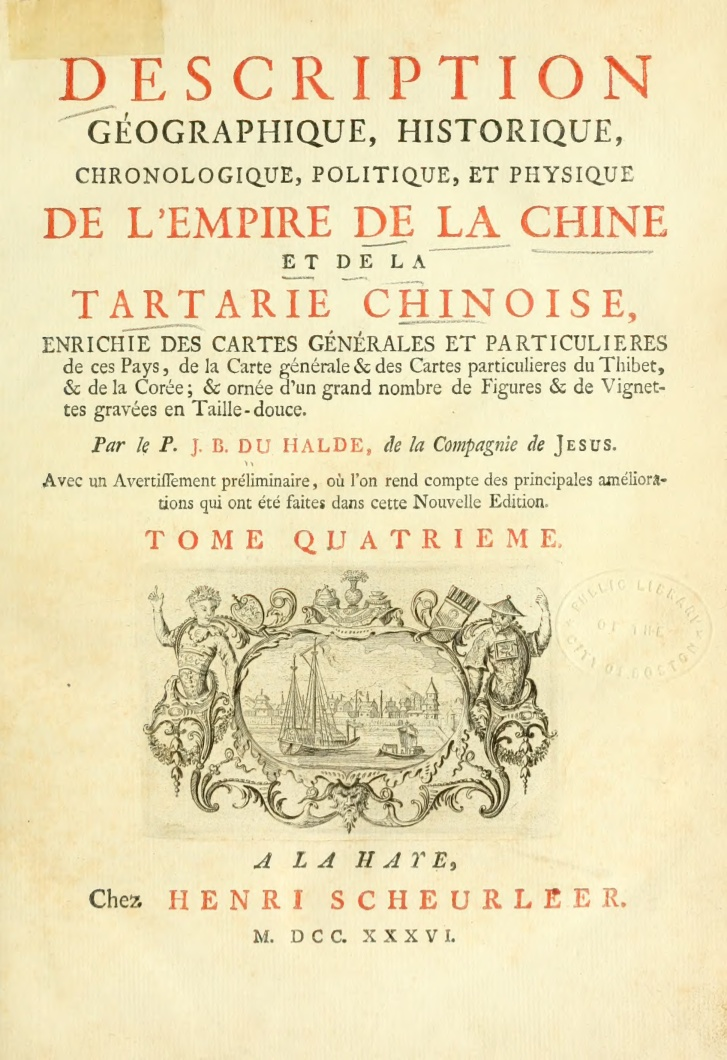
Description de l’Empire de la Chine et de la Tartarie, 1736, Titelbild Band 4

Für die Auflage von 1736 waren folgende Künstler tätig:
- Bernard Picart
- Phillip van Gunst
- Johannes van der Spyck
- Honbleau
- Jan Caspar Philips
- Antoine Humblot
- Johannes van Solingen

1737 wurde ein fünfter Band unter dem Titel Nouvel atlas de la Chine, de la Tartarie chinoise, et du Thibet. von Henri Scheurleer und Jean-Baptiste Bourguignon d’Anville aufgelegt.
Die erste englische Ausgabe legte John Watts aus London 1736 in englischer Sprache auf. Die Ankündigung dazu wurde am 13. Januar 1736 in der Zeitung Derby Mercury veröffentlicht. Die 4 Bände wurden von Richard Brookes vom Französischen ins Englische übersetzt.
- 4 Bände 8°
  - Band 1 hat 509 Seiten und 7 Bilder, zusätzlich auf Seite 10 das Bild des Konfuzius
  - Band 2 hat 438 Seiten und 8 Bilder, zusätzlich auf Seite 6 das Bild des Matteo Ricci
  - Band 3 hat 496 Seiten und 2 Bilder, zusätzlich auf Seite 10 das Bild des Adam Schall
  - Band 4 hat 464 Seiten und 2 Bilder, zusätzlich auf Seite 8 das Bild des Ferdinand Verbiest

Die erste Auflage enthielt nur 20 Karten und Tafeln, die von Gerard van der Gucht erstellt wurden. Die vier Bände wurden 1736 für 10 Guineas verkauft. Im Jahr 1739 erfolgte ein Reprint dieser Ausgabe.

Description of the Empire of China, 1736, Titelbild 1. Ausgabe Band 1
Description of the Empire of China, 1736, Titelbild 1. Ausgabe Band 2
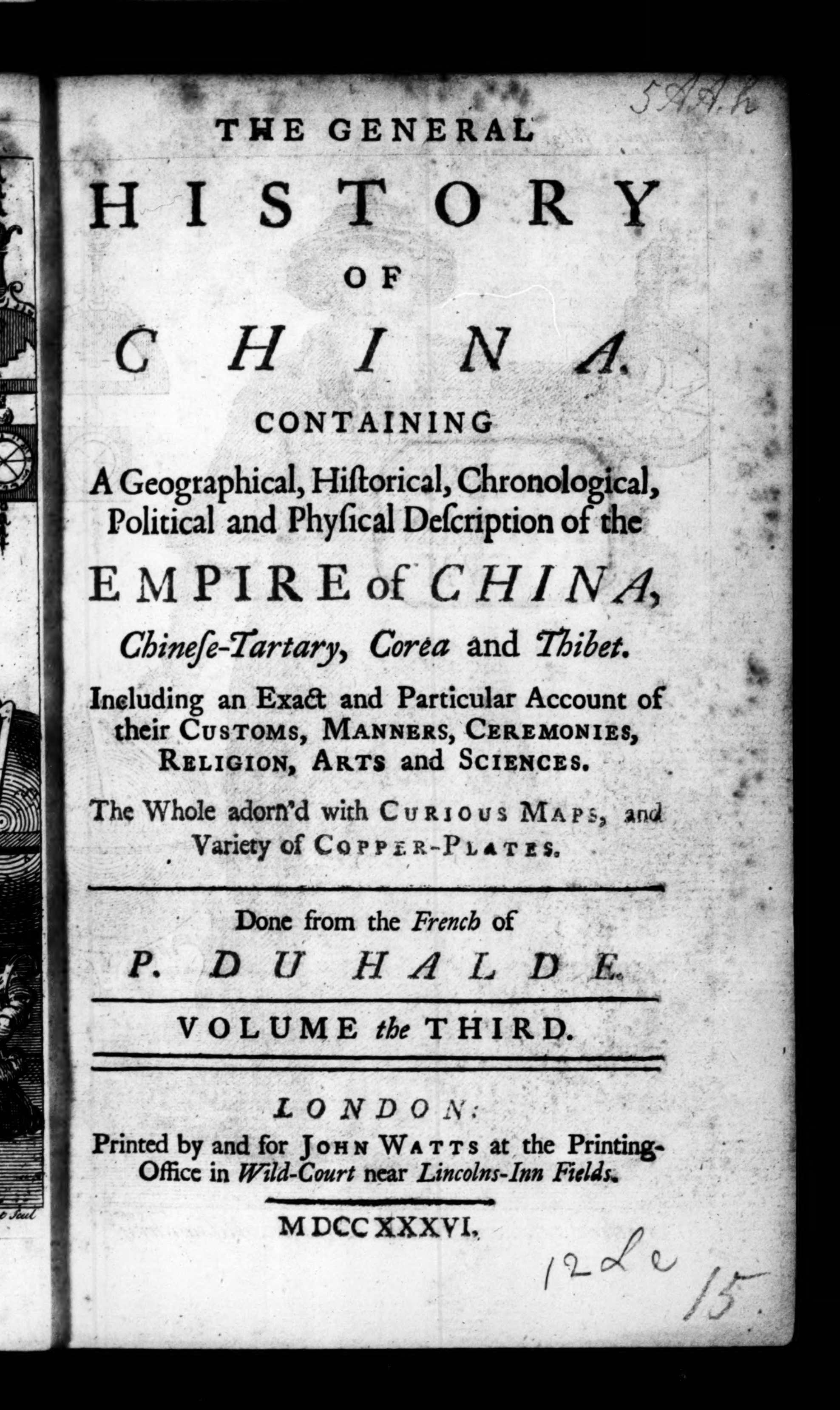
Description of the Empire of China, 1736, Titelbild 1. Ausgabe Band 3
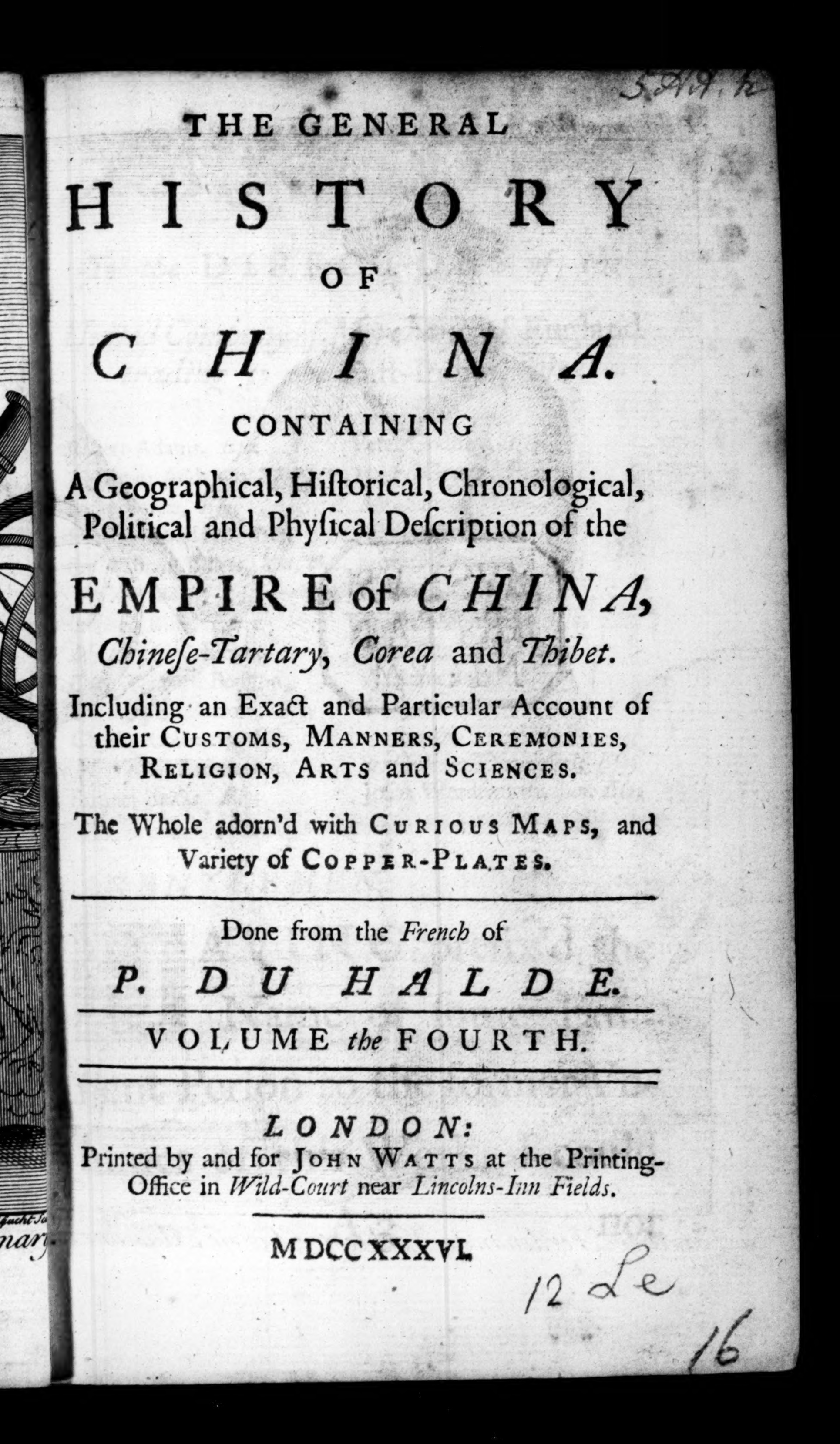
Description of the Empire of China, 1736, Titelbild 1. Ausgabe Band 4

Die zweite englische Auflage druckte Thomas Gardner 1738-1741 in Bartholomew-Close für Edward Cave am St. John’s Gate.
- 2 Folio Bände 2° 403 × 245 mm.
  - Band 1 hat 678 Seiten und 36 Tafeln
  - Band 2 hat 388 Seiten und 28 Tafeln.

Die beiden Bände kosteten 3 Guineas.

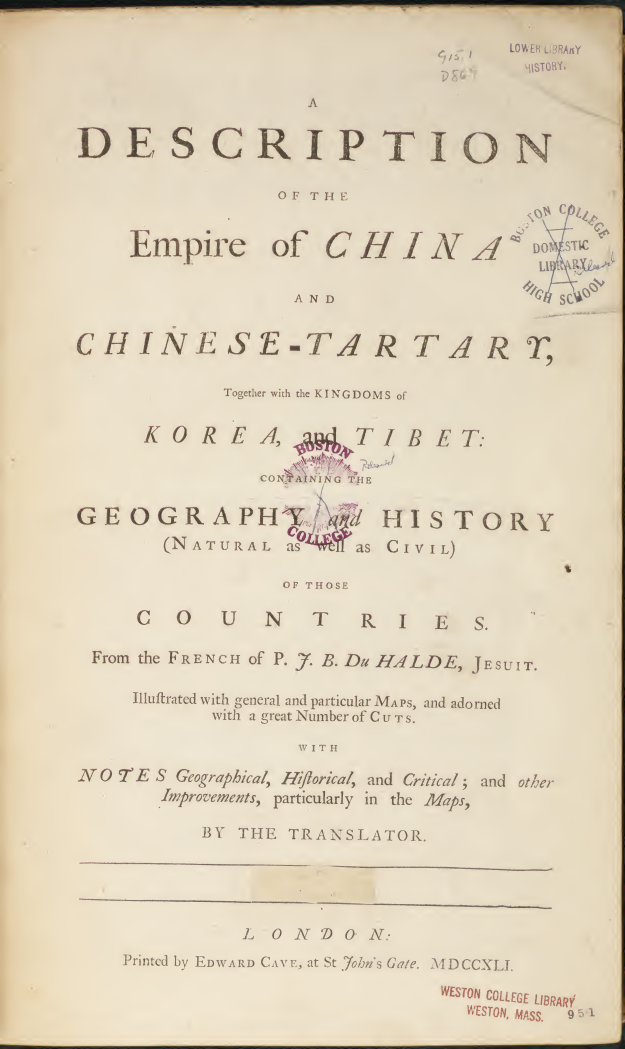
Description of the Empire of China, 1738, Titelbild 2. Ausgabe Band 1
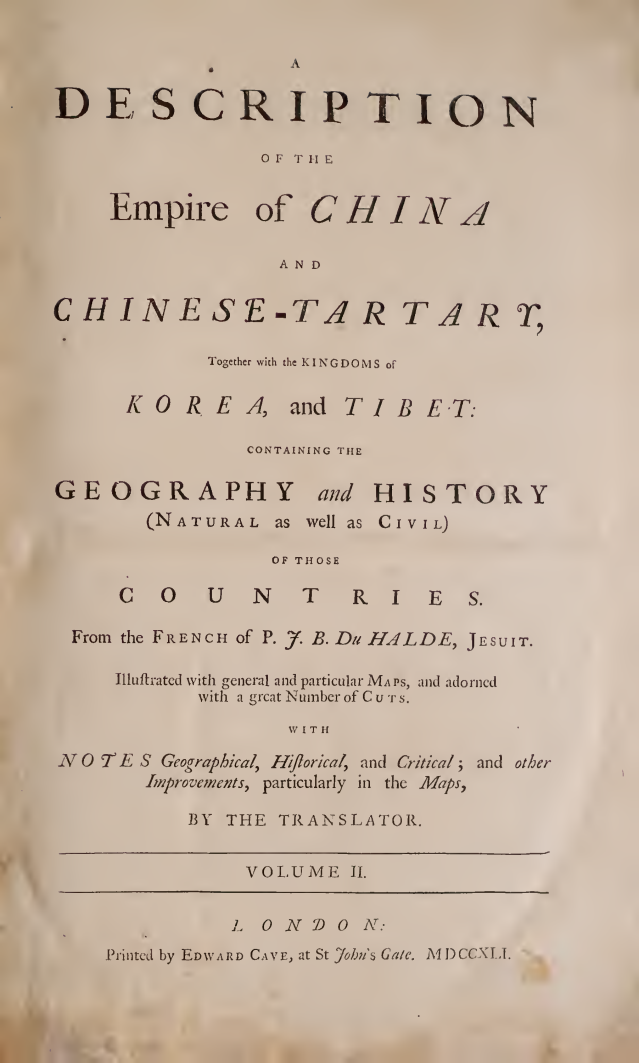
Description of the Empire of China, 1741, Titelbild 2. Ausgabe Band 2
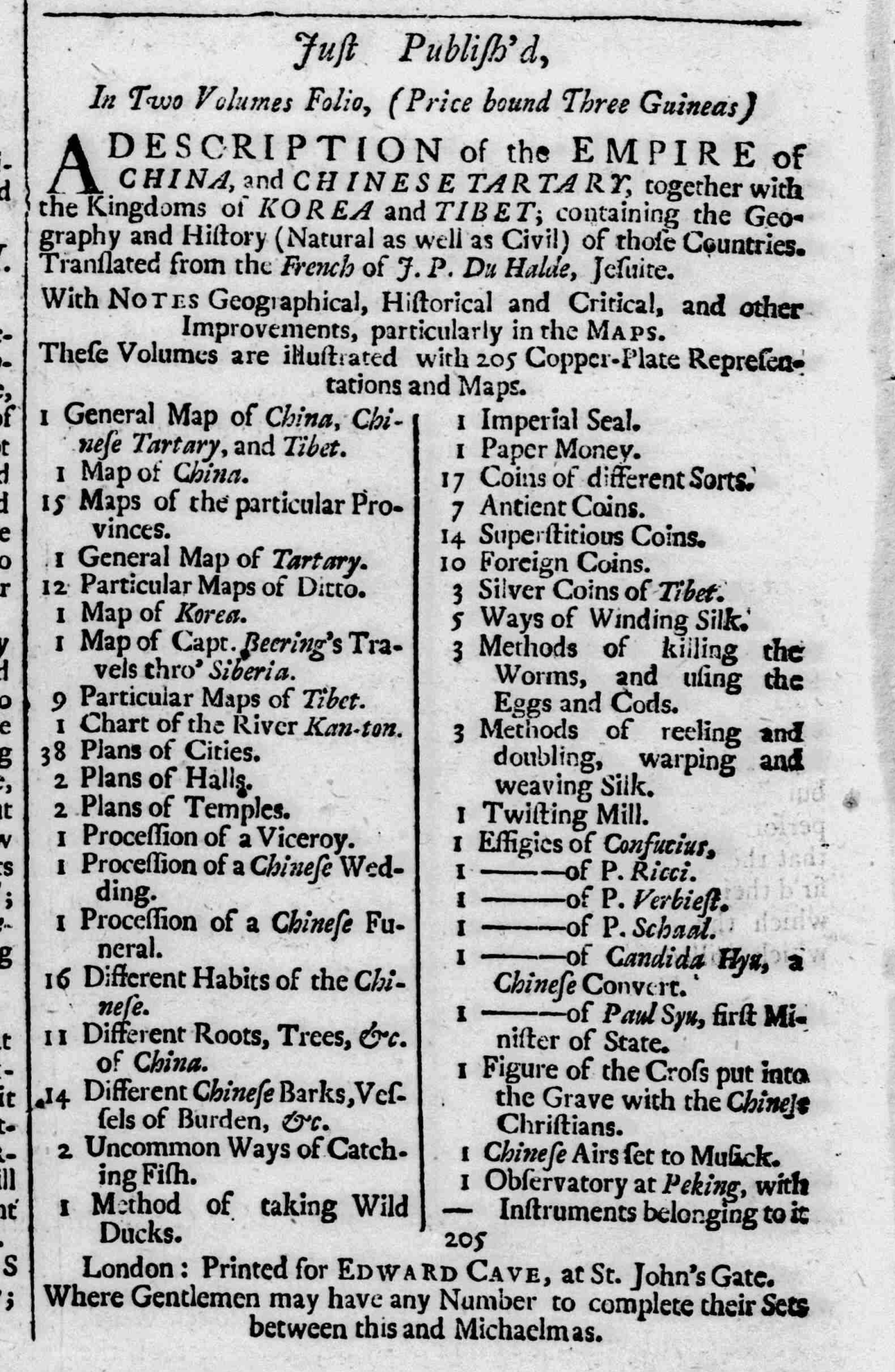
Gloucester Journal vom 20. Juli 1742, Buchangebot Edward Cave

Für die Auflage von 1738 bis 1741 waren folgende Künstler tätig:
- Emanuel Bowen
- Isaac Basire
- Henry Fletcher
- John Pine[10]

Die zweite und beste englische Ausgabe in 2 Bänden enthält 64 gestochene Tafeln, Pläne und Karten nach J.B.B. d’Anville u. a., davon 42 Falz- oder Doppelseiten, einschließlich der großen 'Generalkarte' vorn von Bd. I, handkoloriert in den Umrissen der Grenzen. Die zweiseitige „Karte von Berings Reisen von Tobolsk nach Kamtschatka“ (Band II, S. 382) basiert auf der handschriftlichen Karte, die er dem polnischen König vor der Übergabe an Du Halde schenkte.
Die dritte korrigierte englische Auflage wurde 1741 in London gedruckt für John Watts und verkauft von Benjamin Dod bei the Bible and Key, in Ave-Maria Lane.
- 4 Folio-Bände, 8°
  - Band 1 hat 509 Seiten mit 7 Tafeln
  - Band 2 hat 438 Seiten mit 9 Tafeln
  - Band 3 hat 496 Seiten mit 2 Tafeln und 3 Abbildungen
  - Band 4 hat 464 Seiten mit 3 Tafeln.

Der Preis für die 4 Bücher betrug 20 Shilling.

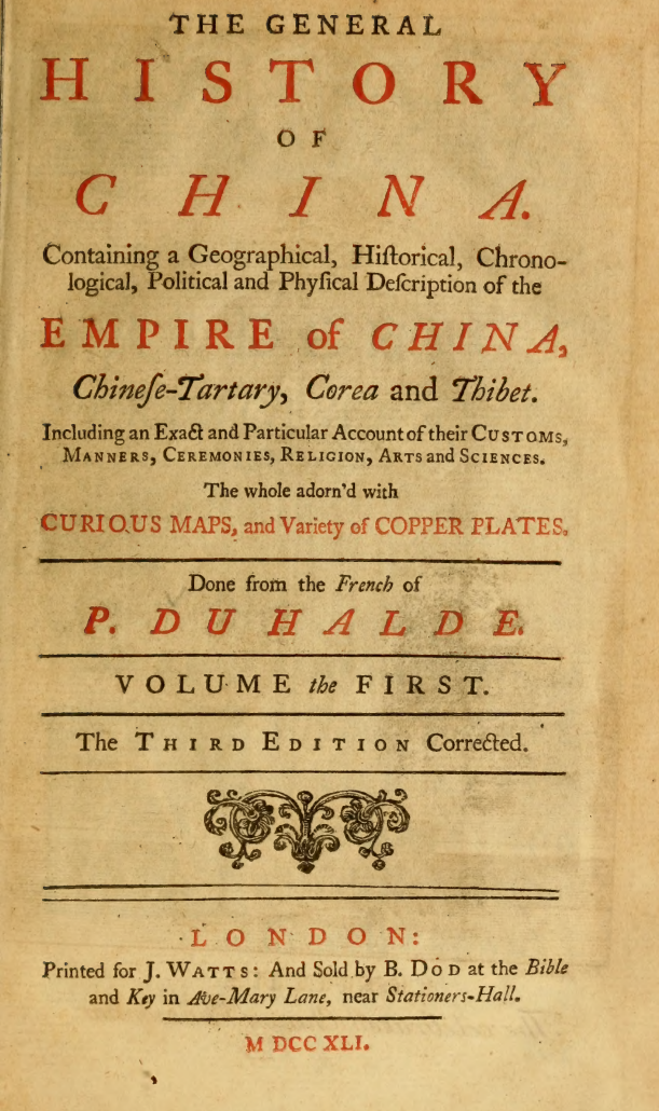
Description of the Empire of China, 1741, Titelbild 3. Ausgabe Band 1
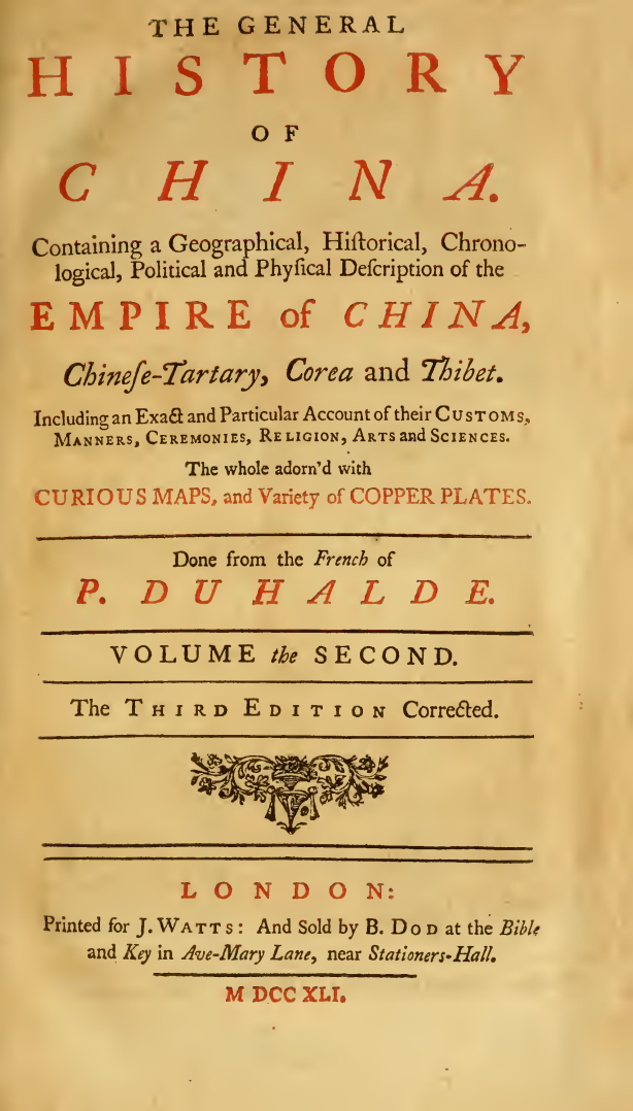
Description of the Empire of China, 1741, Titelbild 3. Ausgabe Band 2
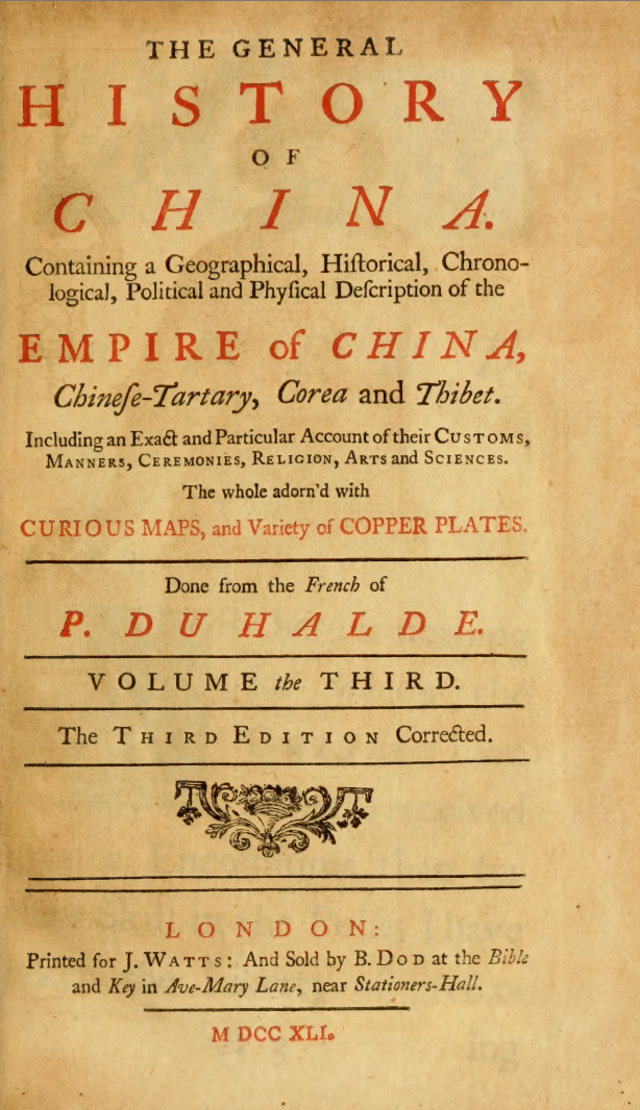
Description of the Empire of China, 1741, Titelbild 3. Ausgabe Band 3
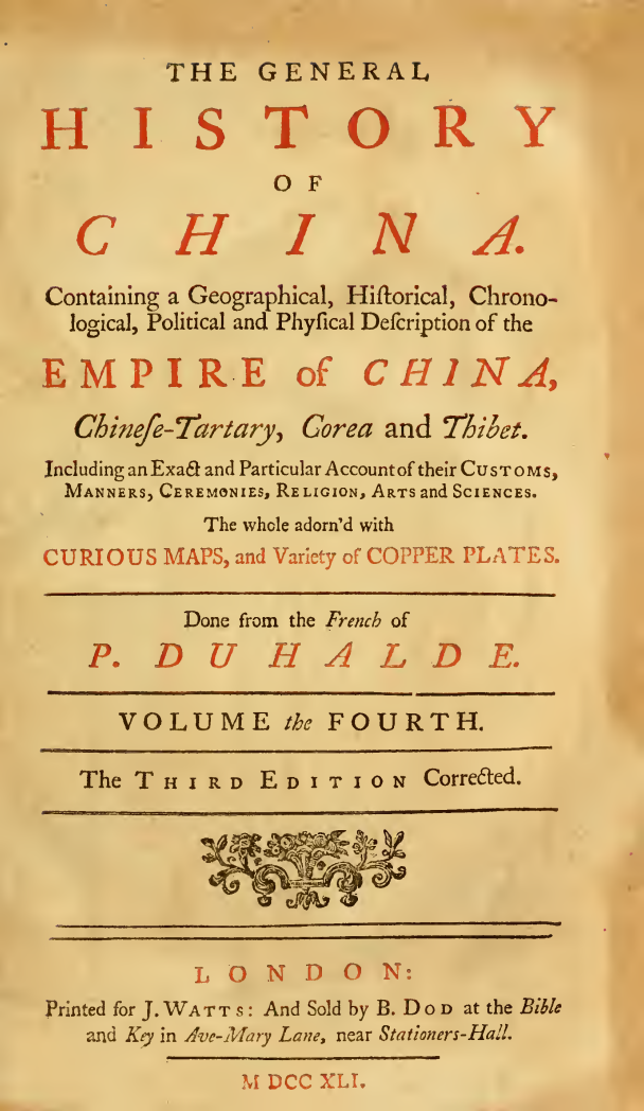
Description of the Empire of China, 1741, Titelbild 3. Ausgabe Band 4

Für die Auflage von 1741 waren folgende Künstler tätig:
- Gerard Van der Gucht (1696/97–1749)
- Jean-Baptiste Bourguignon d’Anville

Johann Christian Sigismund Koppe übersetzt in Rostock von 1747 bis 1756 das Werk von du Halde ins Deutsche und verlegt es.
- 5 Bände 4° 245 × 205 mm
  - Band 1 hat 472 Seiten und 21 Kupferstiche (1747: 2 Reichsthaler und 18 Groschen)
  - Band 2 hat 748 Seiten (1748: 4 Reichsthaler und 12 Groschen)
  - Band 3 hat 548 Seiten (1749: 10 Reichstaler und 18 Groschen)
  - Band 4 hat 560 Seiten (1749: 4 Reichsthaler und 12 Groschen)
  - Band 5 hat 304 Seiten (1756: 1 Reichsthaler und 4 Groschen)

Ausführliche Beschreibung des Chinesischen Reichs und der grossen Tartarey., 1747, Titelbild Band 1
Ausführliche Beschreibung des Chinesischen Reichs und der grossen Tartarey., 1747, Titelbild Band 2
Ausführliche Beschreibung des Chinesischen Reichs und der grossen Tartarey., 1748, Titelbild Band 3
Ausführliche Beschreibung des Chinesischen Reichs und der grossen Tartarey., 1749, Titelbild Band 4
Ausführliche Beschreibung des Chinesischen Reichs und der grossen Tartarey., 1756, Titelbild Band 5

Die Bücher wurden zuerst auf der Leipziger Oster- oder Michaelis-Messe öffentlich angeboten:

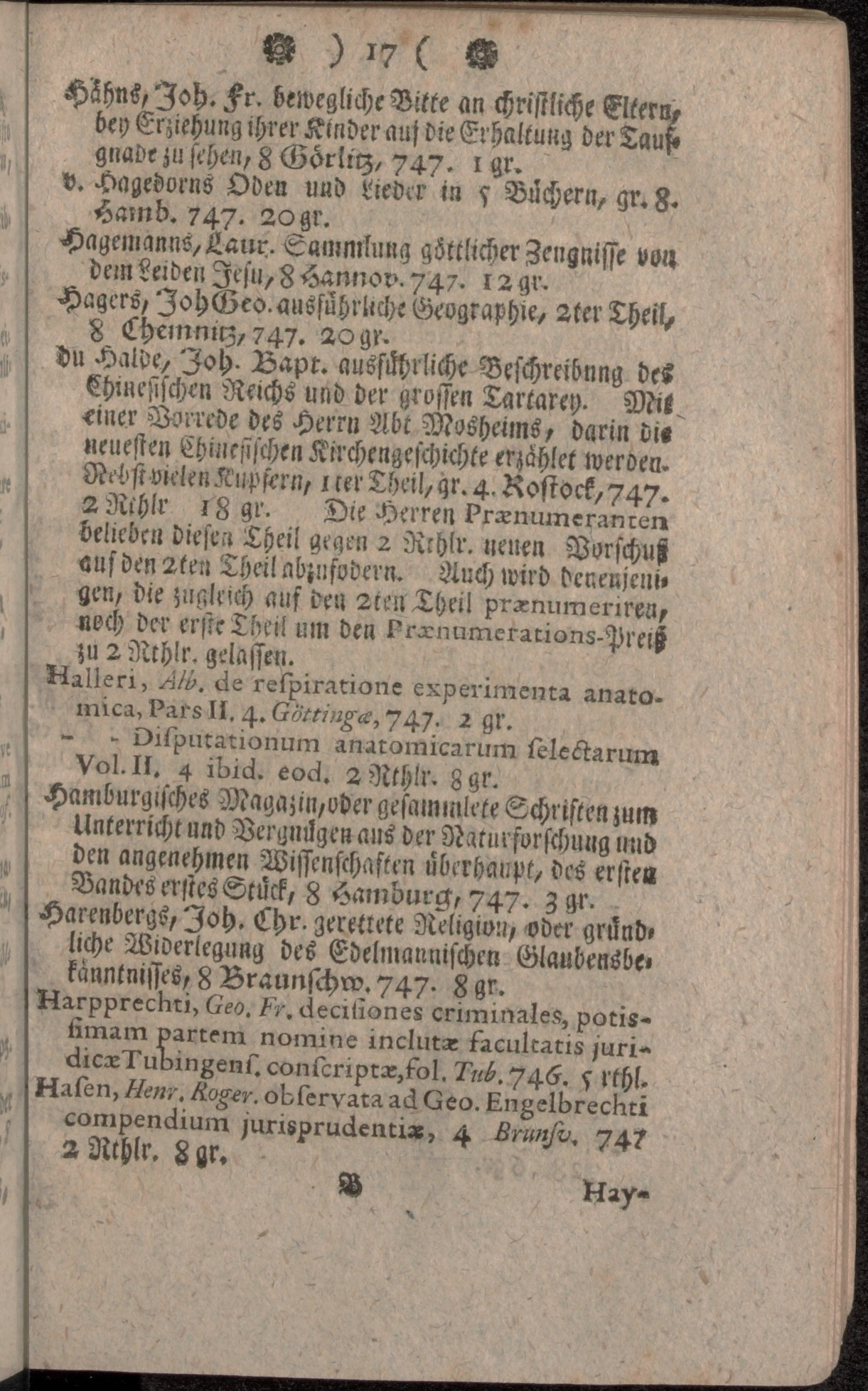
Buchkatalog 1747 Seite 20, Angebot Band 1
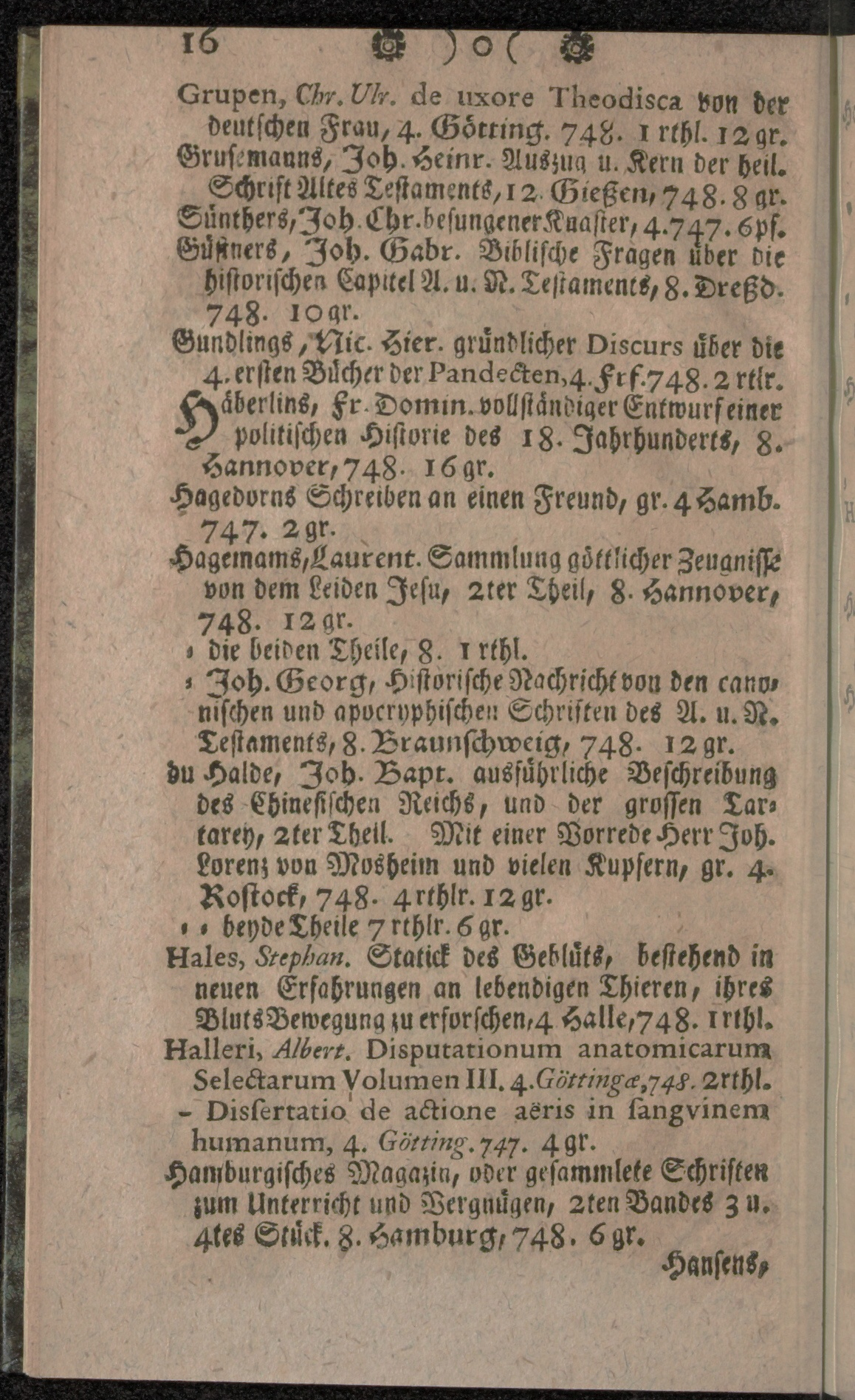
Buchkatalog1748 Seite 16, Angebot Band 2
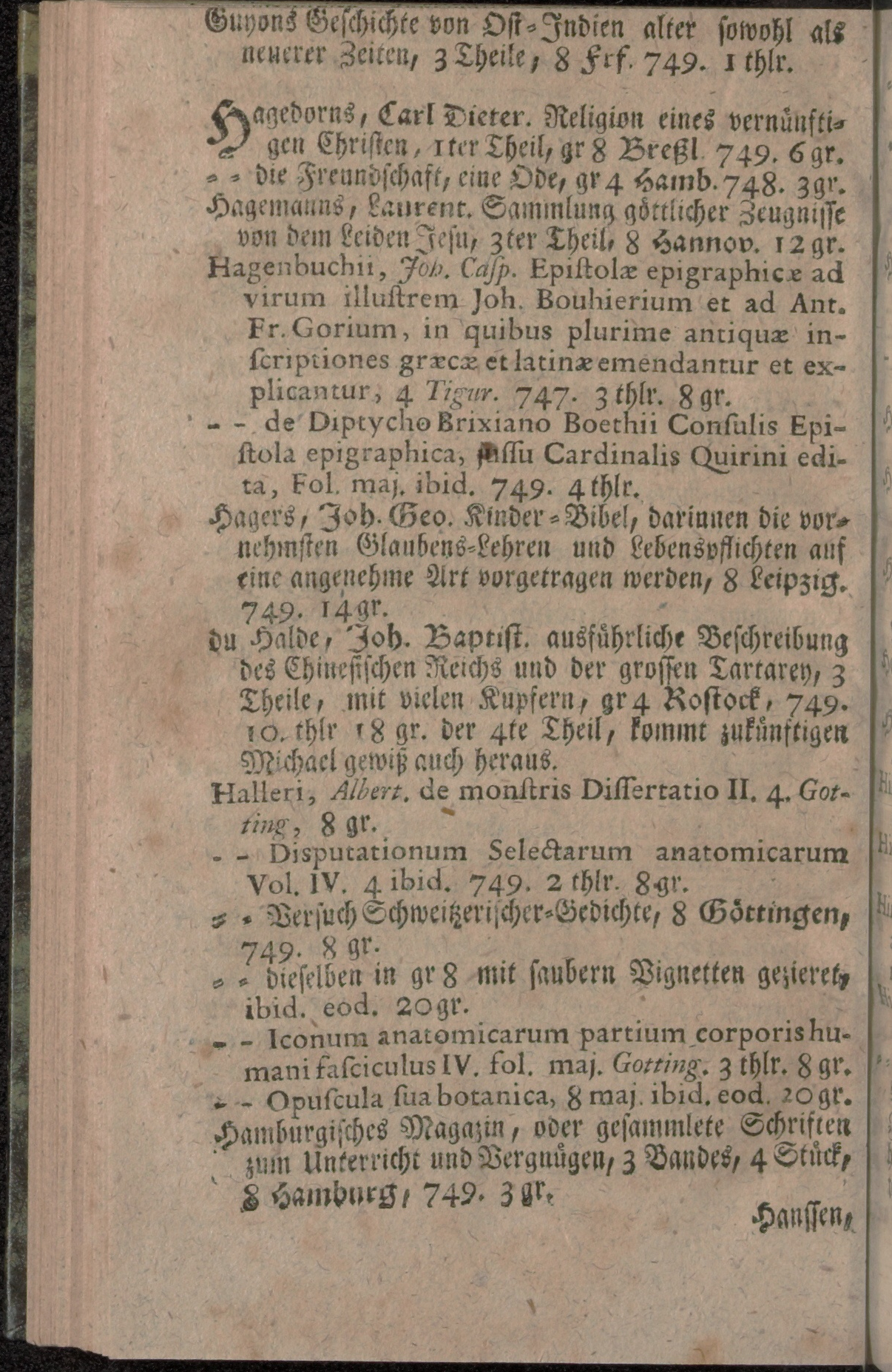
Buchkatalog 1749 Seite 21, Angebot Band 3
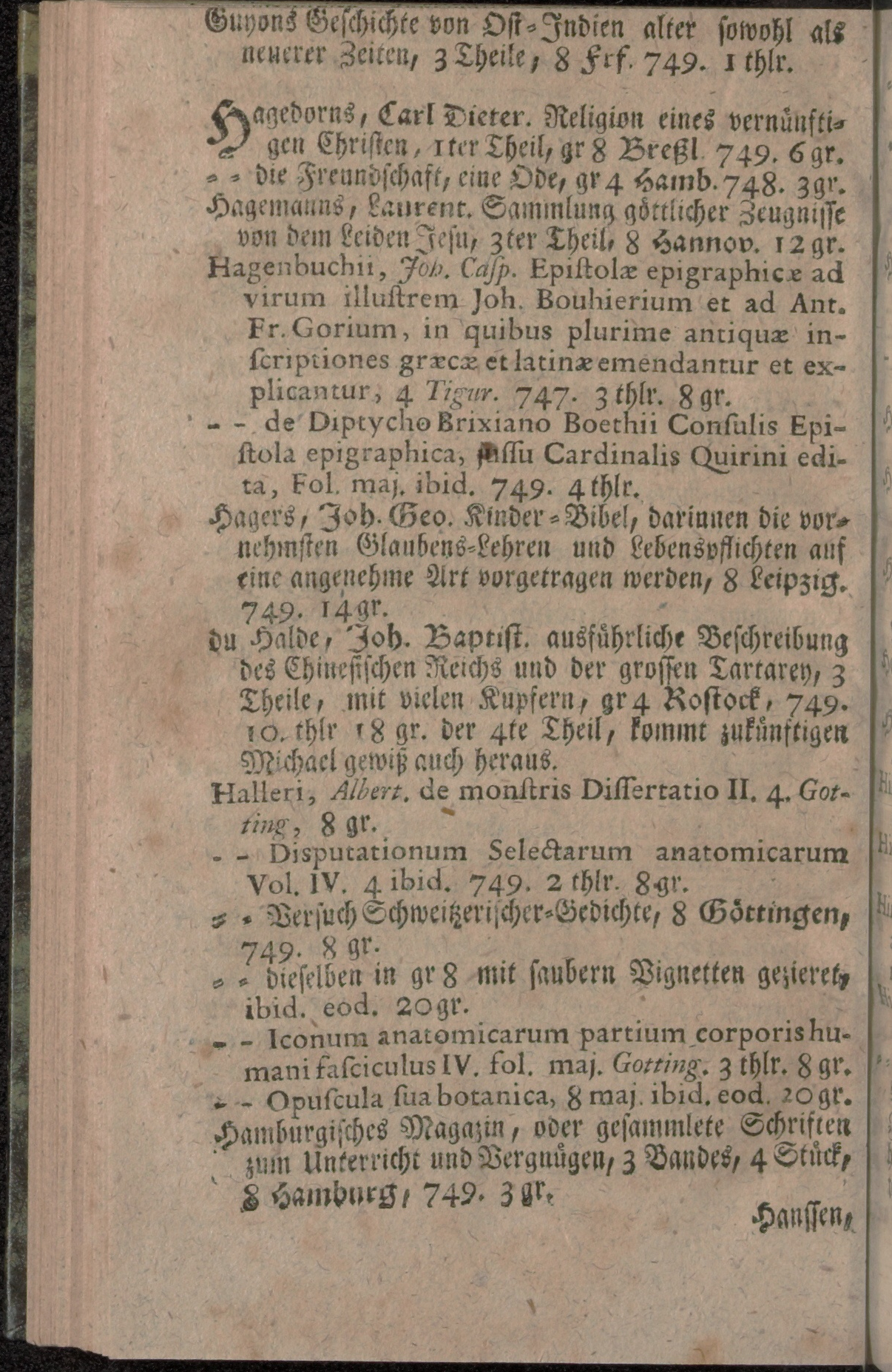
Buchkatalog 1749 Seite 19, Angebot Band 4
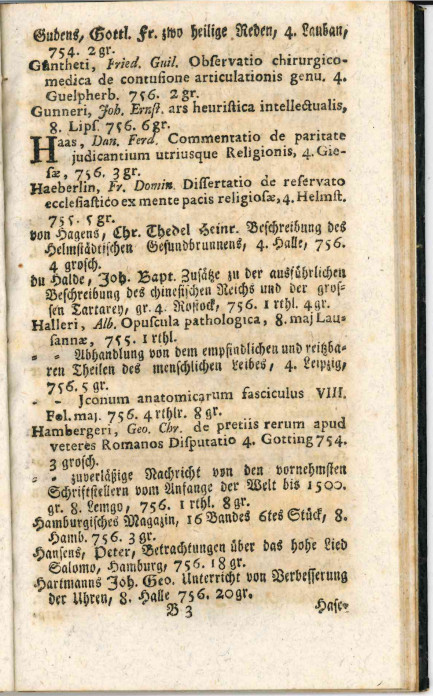
Buchkatalog 1756, Angebot Band 5

Für die deutsche Auflage waren folgende Künstler tätig:
- Johann Martin Bernigeroth
- Johann David Schleuen
- Sebastian Dorn
- Jacob Hering

In den Jahren 1774 bis 1777 wurde das Werk du Halde's von Ignatij Antonovič Tejl’s
], Theils, Tails oder Teyls (Игнатий Антонович Тейльс / Теильс) vom Französischen ins Russische übersetzt und in St. Petersburg von der Druckerei des Heeres-Kadetten-Korps (Типография Сухопутного кадетского корпуса) gedruckt.
- 2 Bände 4° 242 × 202 mm
  - Band 1 hat 362 Seiten und 21 Bilder
  - Band 2 hat 280 Seiten und keine Bilder

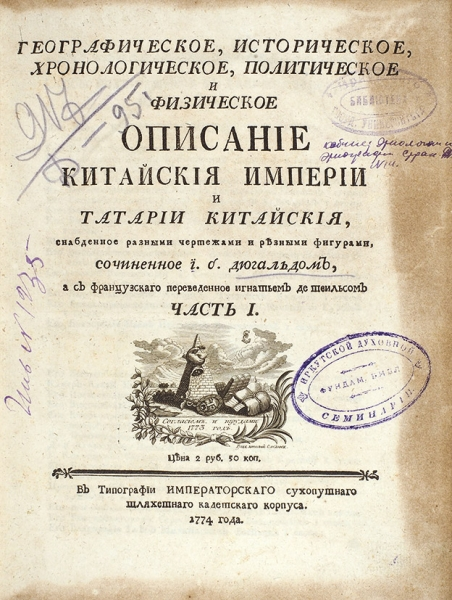
Географическое, историческое, хронологическое, политическое и физическое описание Китайския империи и Татарии Китайския. 1774, Titelbild Band 1
Географическое, историческое, хронологическое, политическое и физическое описание Китайския империи и Татарии Китайския. 1777, Titelbild Band 2

Der Künstler der Titel-Abbildung ist Christoph Melchior Roth.
Auf der Titelseite werden 2 Rubel und 50 Kopeken als Preis angegebenen.
1775 wurde der erste Band in einer zweiten Auflage herausgegeben.
- 1 Band 4° 242 × 202 mm
  - Band 1 hat 362 Seiten und 21 Bilder

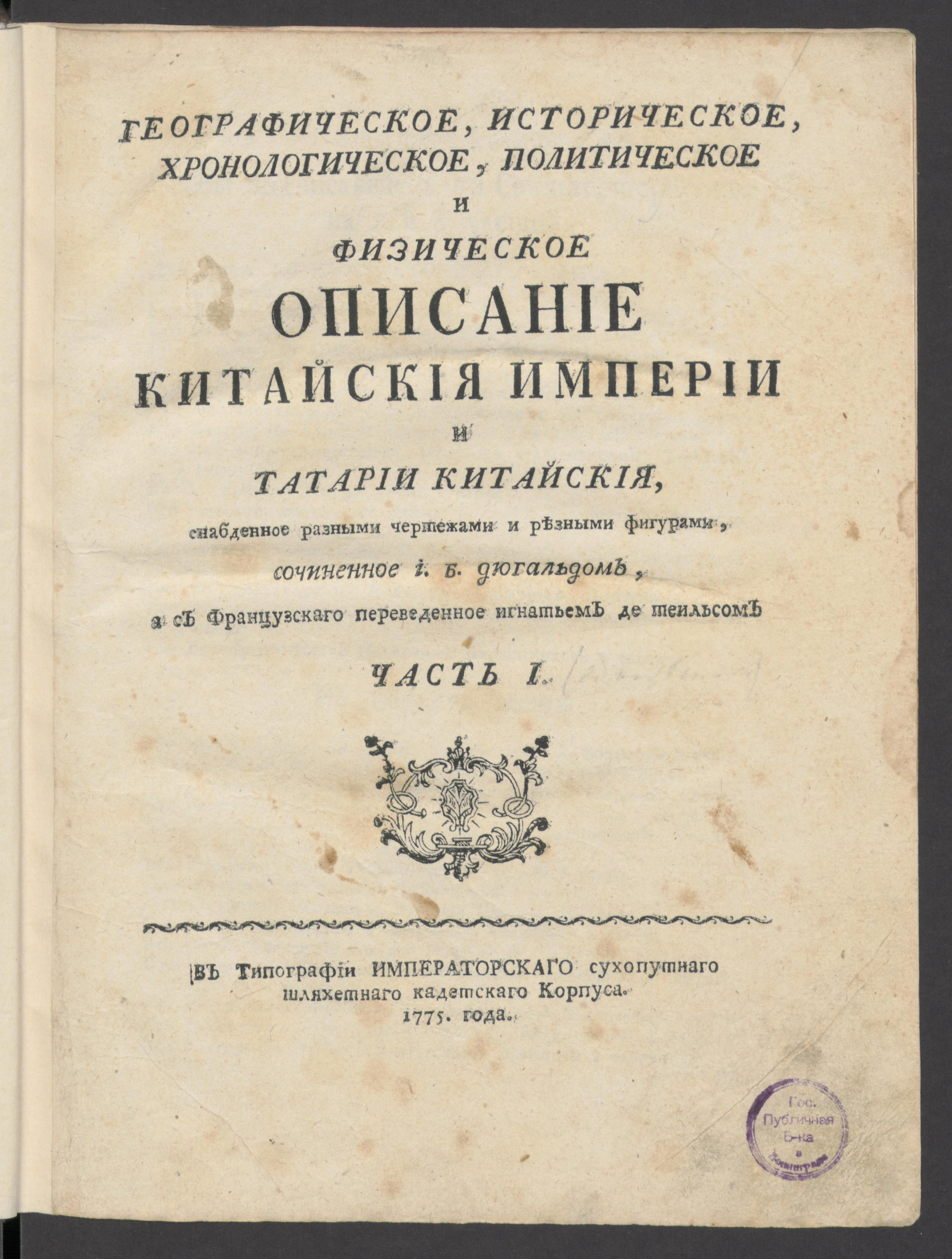
Географическое, историческое, хронологическое, политическое и физическое описание Китайския империи и Татарии Китайския. 1775, Titelbild 1. Ausgabe Band 1

Namen der beteiligten Stecher sind nicht bekannt.
1789 gab es, aus dem Deutschen übersetzt, eine Kurzausgabe ohne Bilder der Universitätsdruckerei in Moskau, betrieben von A. Svetuškin (Swetuschkin) : Von A. Svetushkin: Historische und geografische Beschreibung des chinesischen Reiches, mit Erläuterungen zu verschiedenen Namen Chinas, Grenzen, Größe, Klima, Zustand des Landes, Seen und Flüssen, Früchten, Nutzpflanzen, Tee, Koch- und Heilkräutern, Metallen, Edelsteinen, Tieren und Vieh aller Art, Vögeln, Seidenraupen, Fischen, Einwohnerzahl, deren Charakter, Kleidung, Bräuchen, Essen, Hochzeiten, Trauerritualen, prächtigen Gebäuden der Adligen und des einfachen Volkes, Förderung der Landwirtschaft, Handel und Seefahrt, Manufakturen und verschiedenen Wissenschaften, Religion, Regierungsform und anderem. Übersetzung aus dem Deutschen.
- 1 Band 8°, 123 Seiten

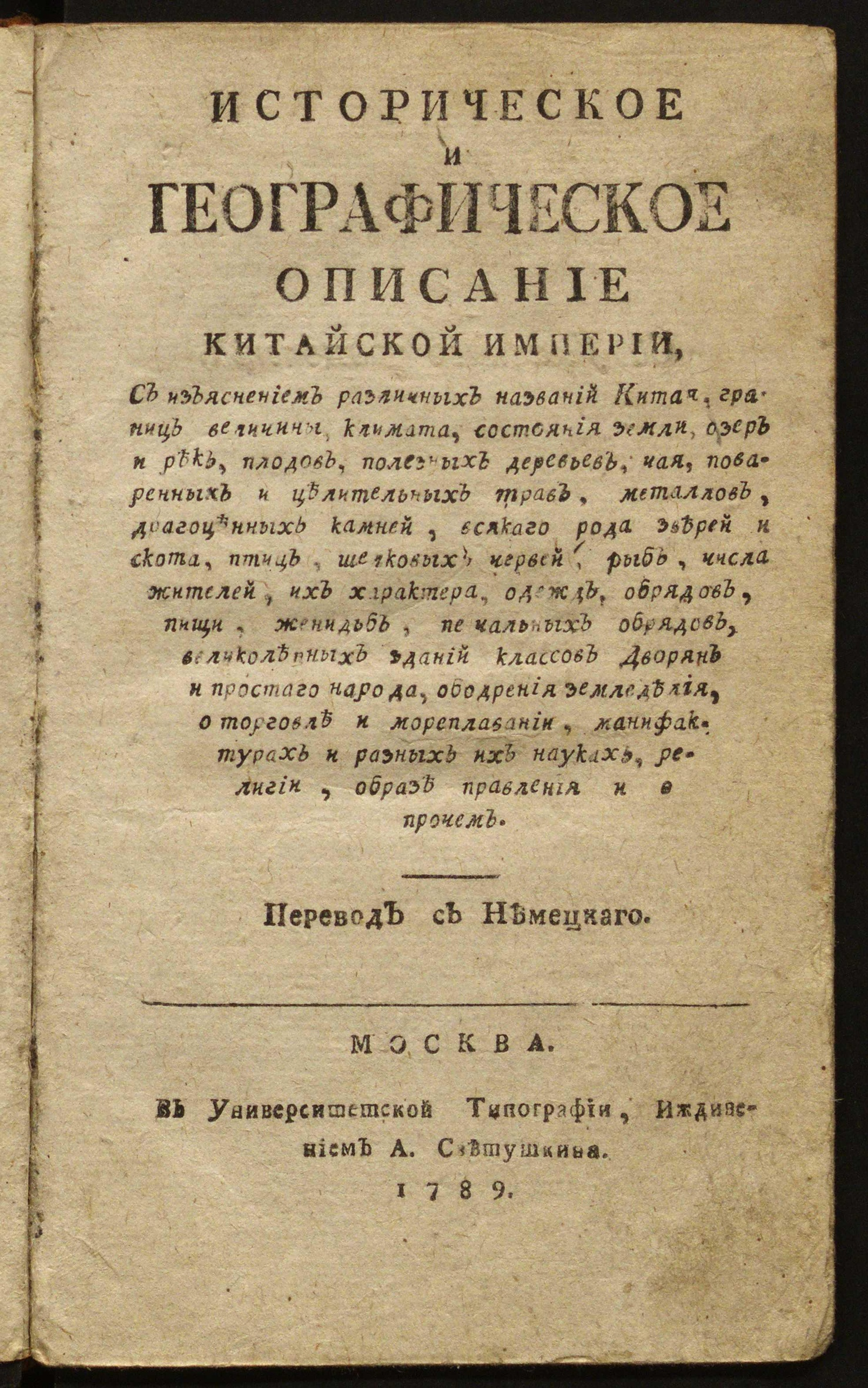
Историческое и географическое описание Китайской империи., 1747, Titelbild Kurzausgabe

Gekürzte russische Fassung der ersten beiden Bände (Löwendahl, S. 180, Nr. 394, sub 1735). Cordier schreibt, daß es nicht sicher ist, ob eine vollständige russische Version veröffentlicht wurde (Cordier, col. 52).
Die Kurzausgabe hat keine Abbildungen.
Nicht einbezogen wurden Nachdrucke aus dem zwanzigsten Jahrhundert:
- 1904–1908: Paris , revidierte Auflage, 4 Bände
- 1922–1924: Paris , Nachdruck mit zusätzlichen Band 5
- 1938–1939: Peking, 5 Bände
- 1966: Taibei, 5 Bände
- 1968: New York, 5 Bände

## Die Abbildungen in den verschiedenen Editionen
Alle länderspezifischen  Ausgaben verwenden die einseitig dargestellten Stadtansichten. Dabei werden die Namen der sie ausführenden Kupferstecher überwiegend nur auf der ersten Abbildung genannt. Es kann aber davon ausgegangen werden, das immer ein Künstler für die Erstellung der Stadtansichten in einer Edition verantwortlich war.
In der französischen und englischen Ausgabe sind alle Karten aus geographischer Sicht gleich. Sie unterscheiden sich in der Ausschmückung des Gesamtbildes.
Die Karten beider Auflagen sind länderabhängig von verschiedenen Künstlern gestochen worden.

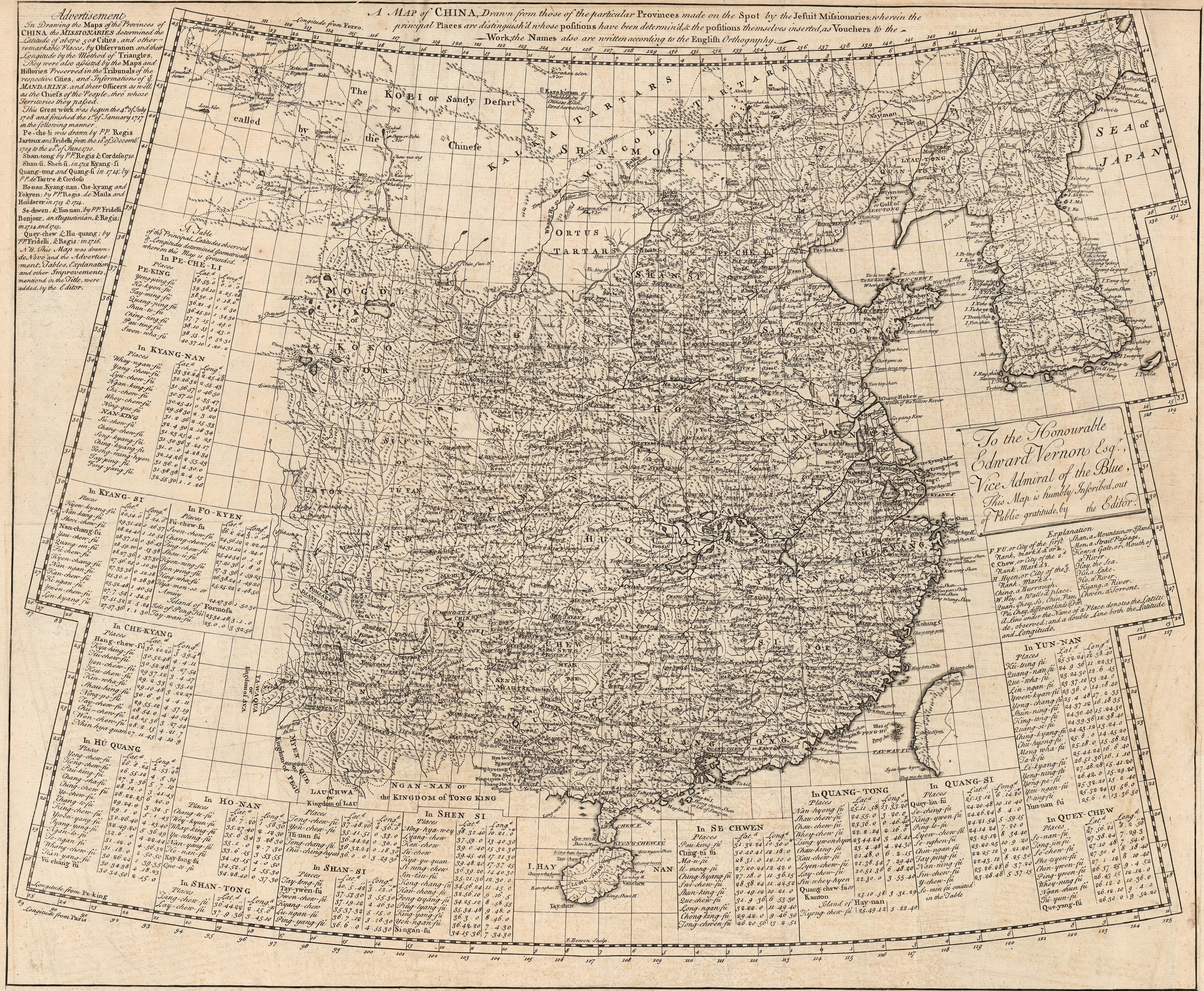
A description of the empire of China and Chinese-Tartary, together with the kingdoms of Korea, and Tibet Band 2 Seite 259, 1738, Generalkarte der Ost- und West-Tartarei, gemeinhin genannt als Tartarei, sie enthält die Korrekturen von  d'Anvilles Längenmarkierungen (D’Anville / E.Bowen)
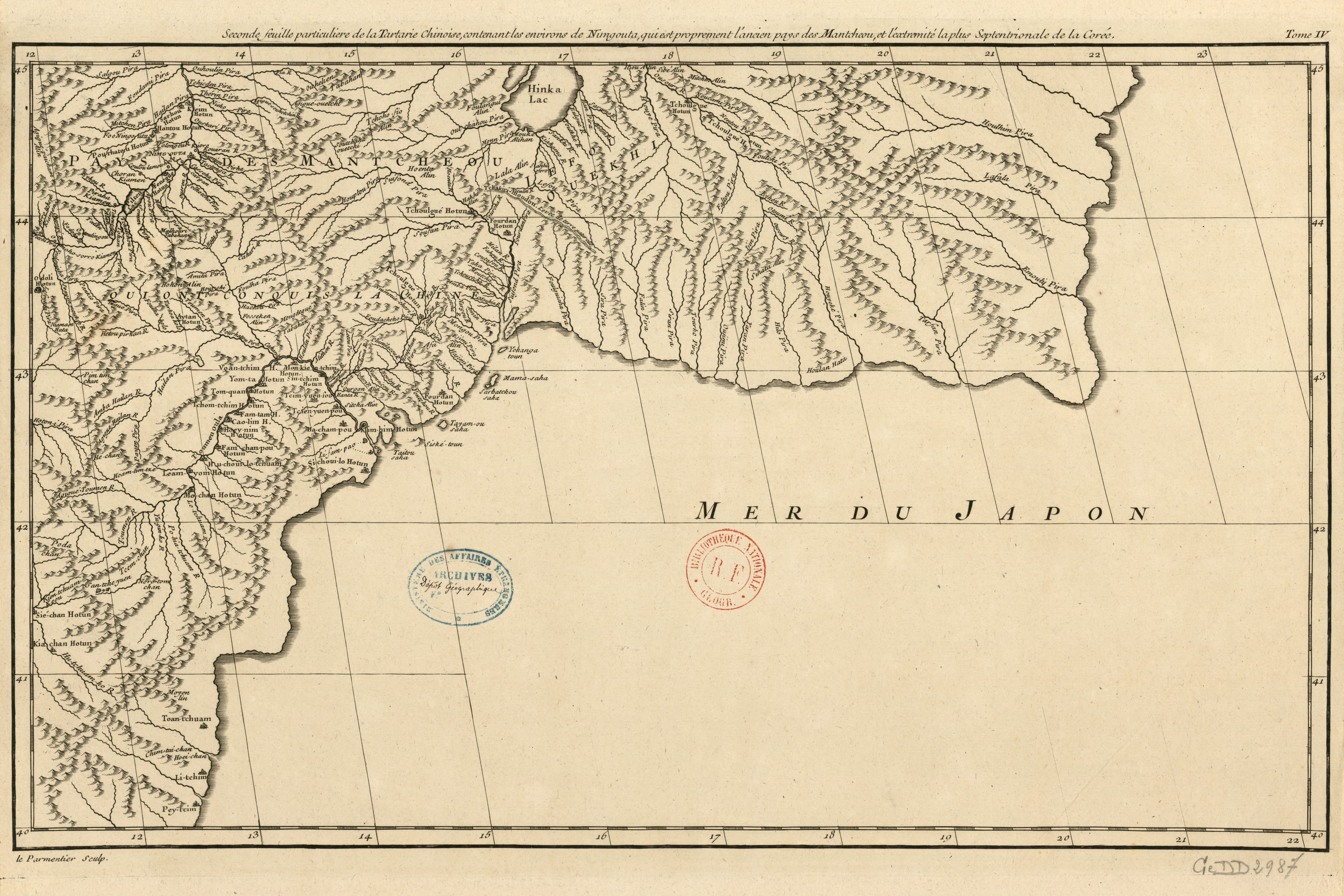
Description de la Chine, Band 4 zwischen Seite 64 und 65, 1735, II. Blatt der Chinesischen Tartarie enthält die Umgebung von Nimgouta , das eigentlich das alte Land der Mongolen ist (Le Parmentier)

Grafiken, welche ein Buch oder ein Kapitel einleiten, sind von Inhalt, Form und Künstler unterschiedlich.

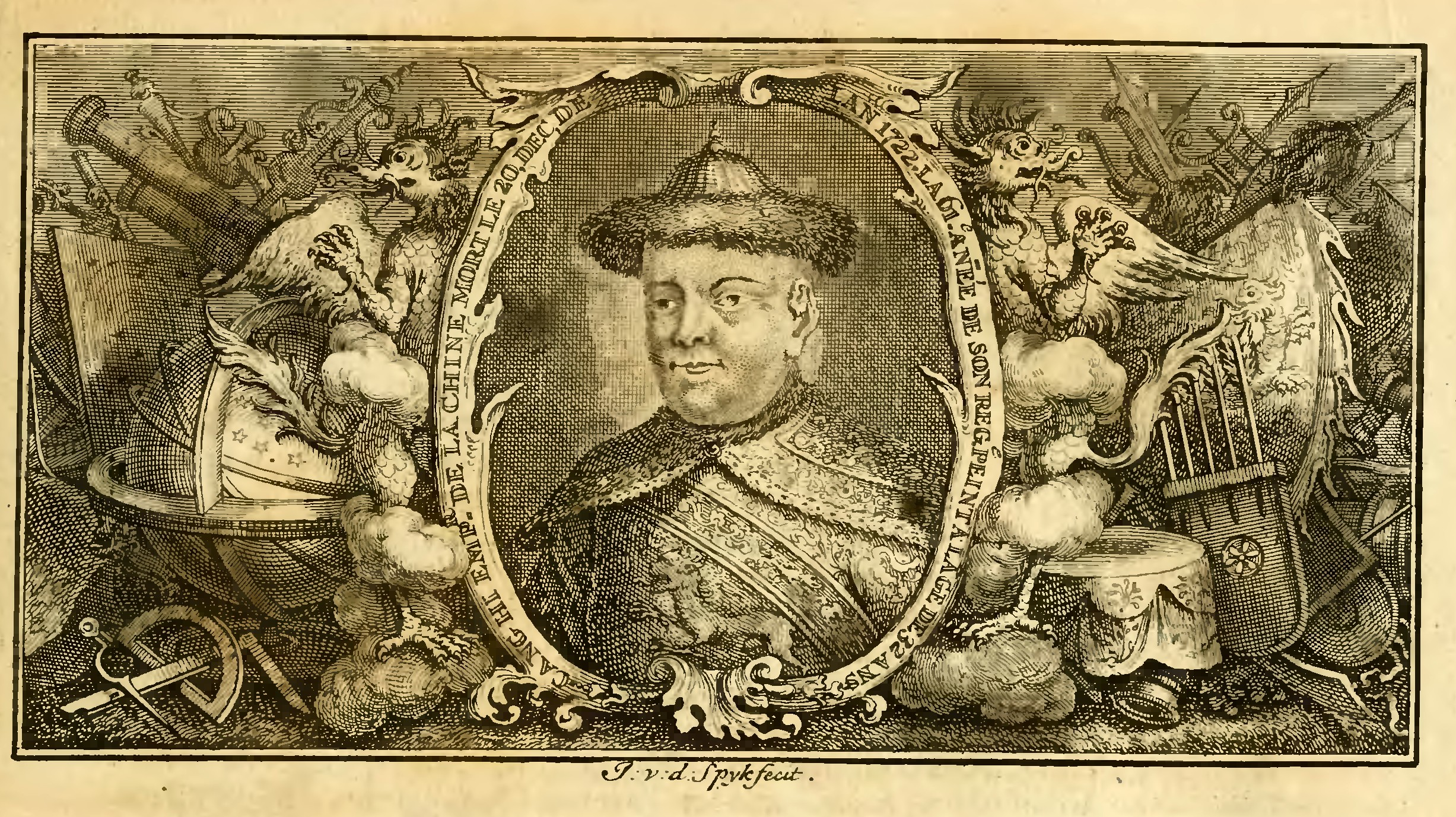
Description de la Chine., Band 1, S. 1, 1736, Der Kaiser Kang-xi (Johannes Van der Spyck)
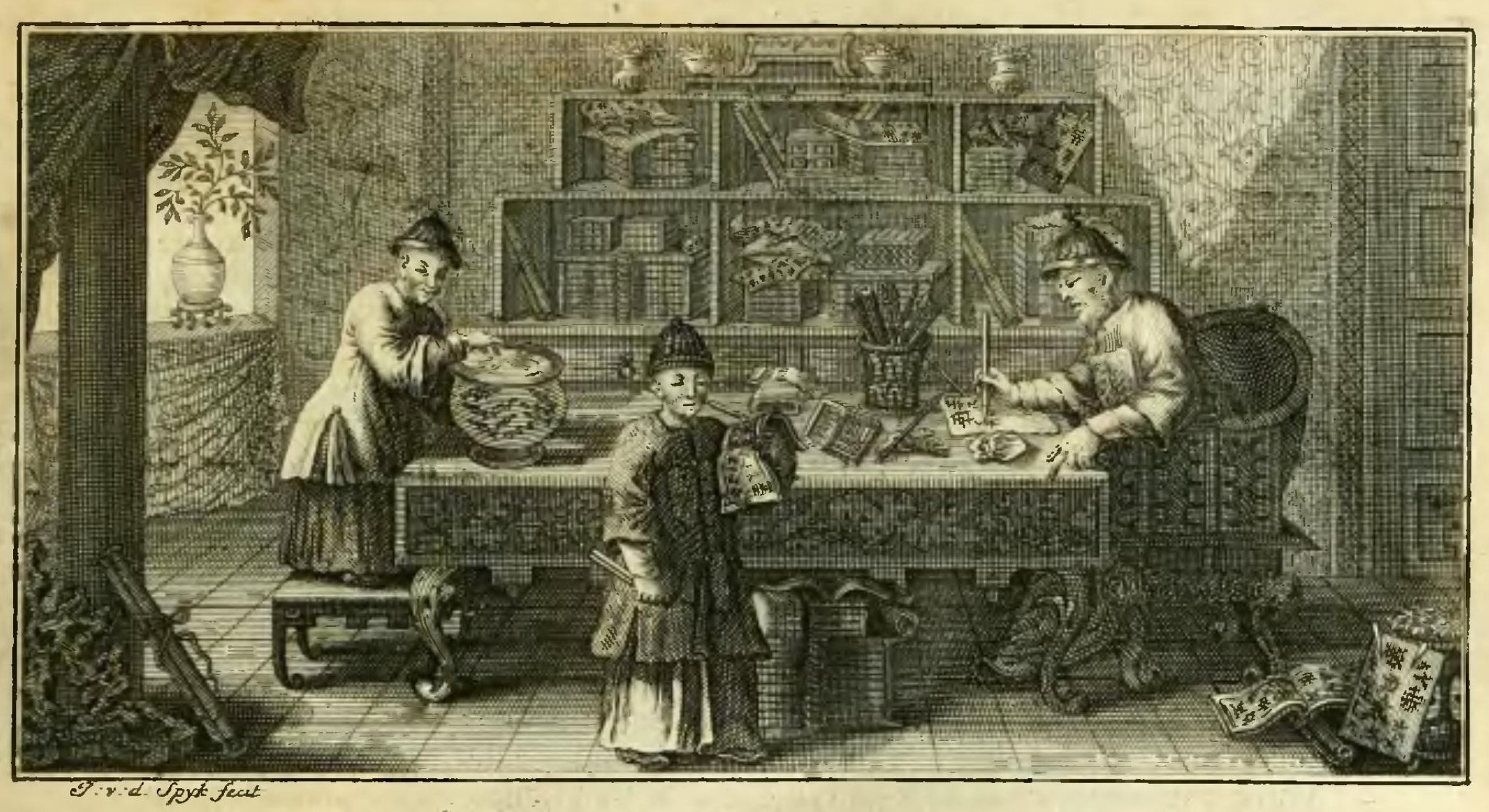
Description de la Chine - Band 2 Seite 1, 1736, Ein gebildeter Chinese in seinem Arbeitszimmer mit zwei seiner Schüler (A. Humblot del. / A. Maisonneuve Sculp.)

Die Bilder, wie z.B. die „Chinesische Hochzeit“ oder „Die Kleidung der Chineser“ sind in der französischen Ausgabe in einem Blatt gestochen und dann gefaltet worden. In den darauffolgenden Ausgaben aus den Niederlanden, Großbritannien und Deutschland wurden einige der Bilder in Einzelbilder zerlegt, wie z. B. „Die Kleidung der Chineser„“.

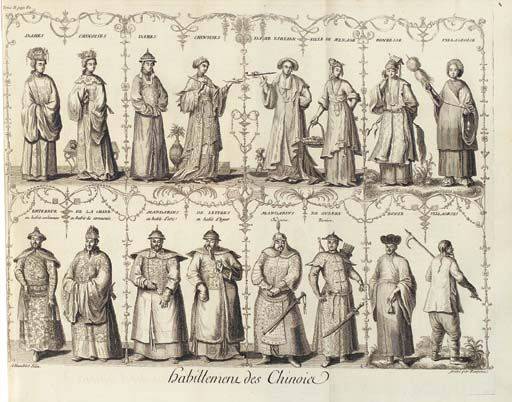
Description de la Chine et de la Tartarie chinoise, 1735, Gesamtbild „Die Kleidung der Chineser“
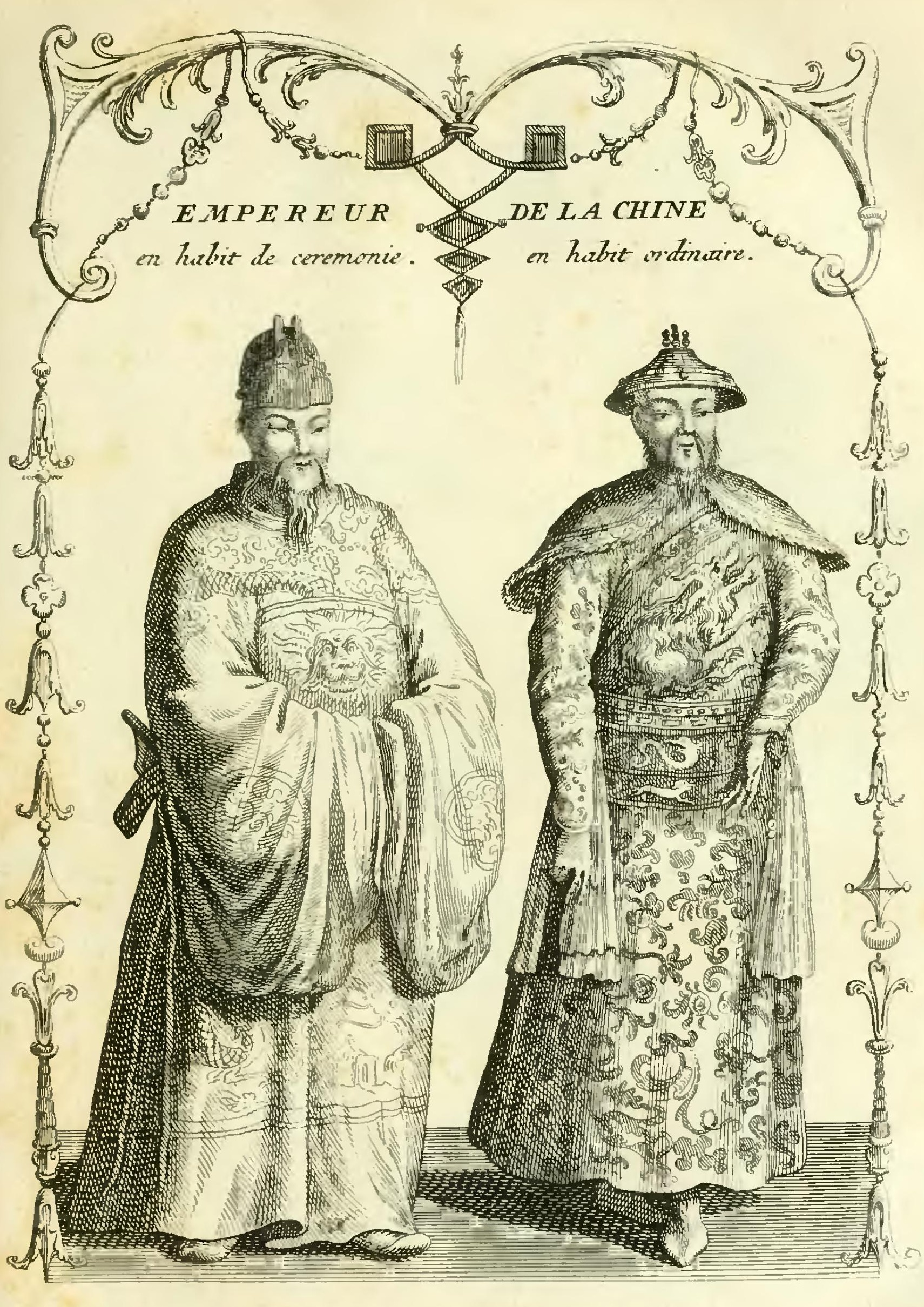
Description de la Chine et de la Tartarie chinoise, Band 2 Seite 95, 1736, Der Qing Kaiser in seiner zeremonialen und gewöhnlichen Kleidung (ohne Signatur)
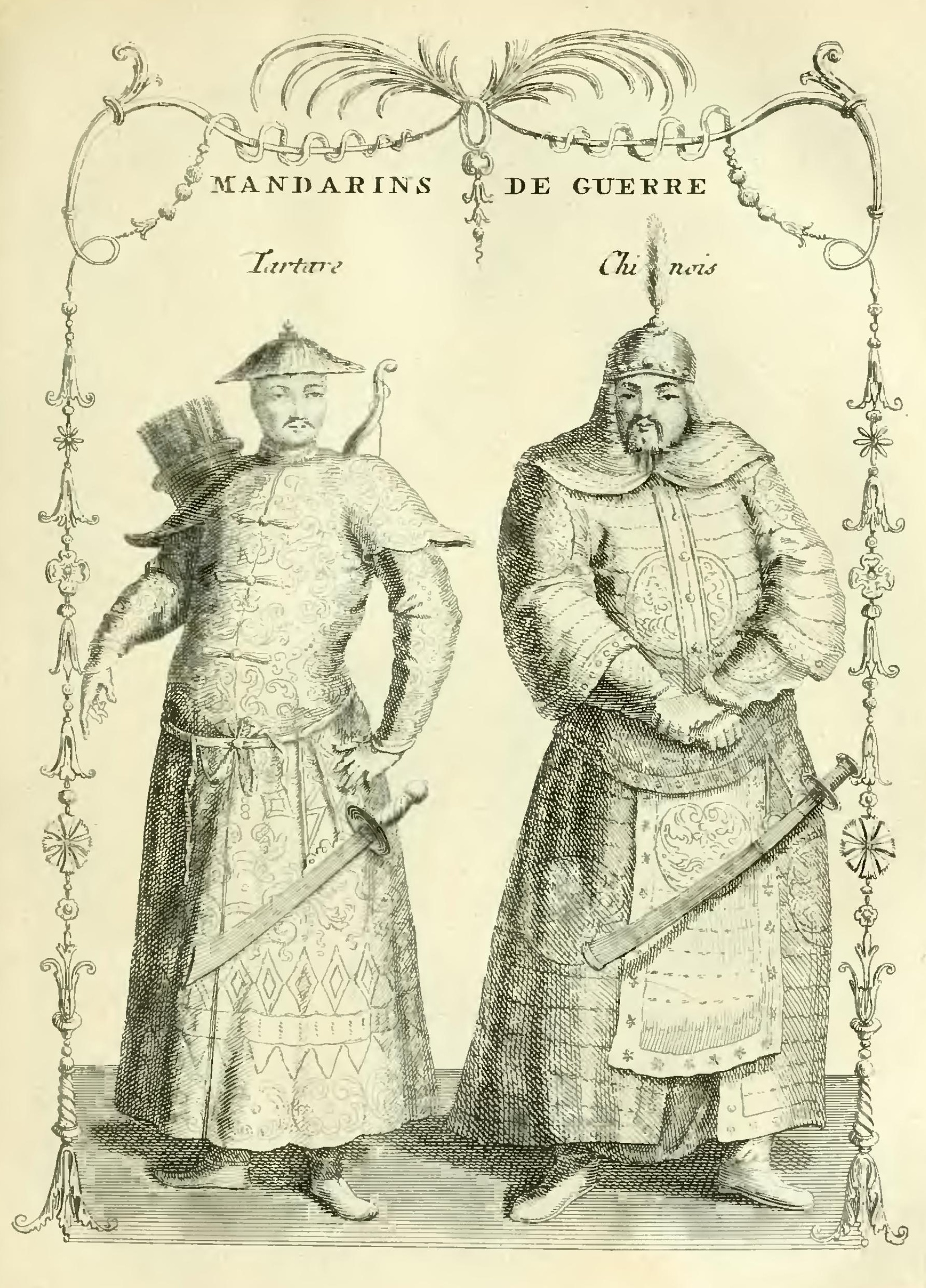
Description de la Chine, Band 2 Seite 95., 1736,  Kriegs-Mandarine, Tartaren und Chinesen (Antoine Humblot del. / J. C. Philips Sculp dir.)
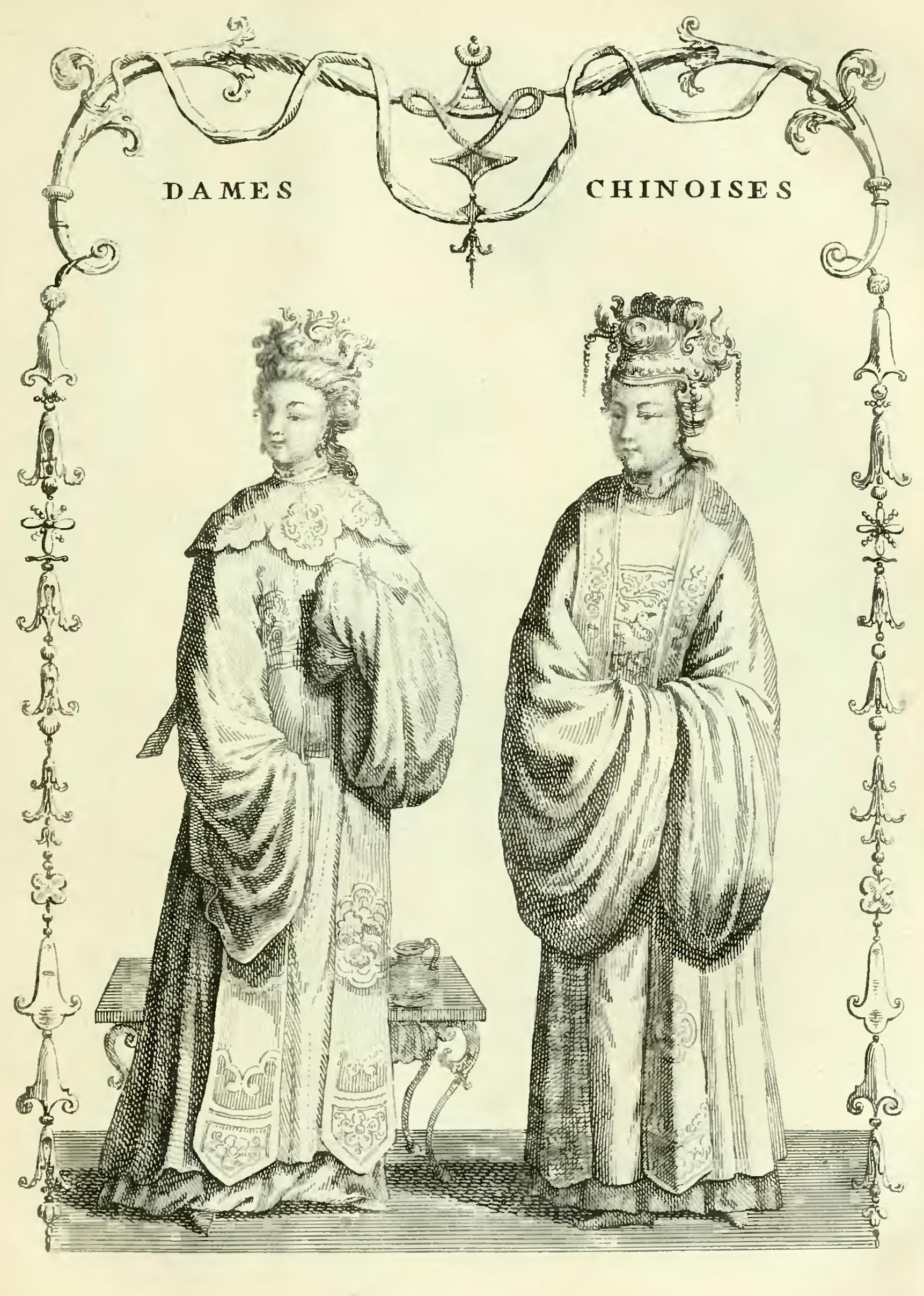
Description de la Chine, Band 2 Seite 95, 1736, Chinesische Damen (ohne Signatur)

Ebenso wurden die Gesamtabbildungen der Städte in der französischen Ausgabe in einem Blatt dargestellt, in den anderen aber in Einzelbilder zerlegt.

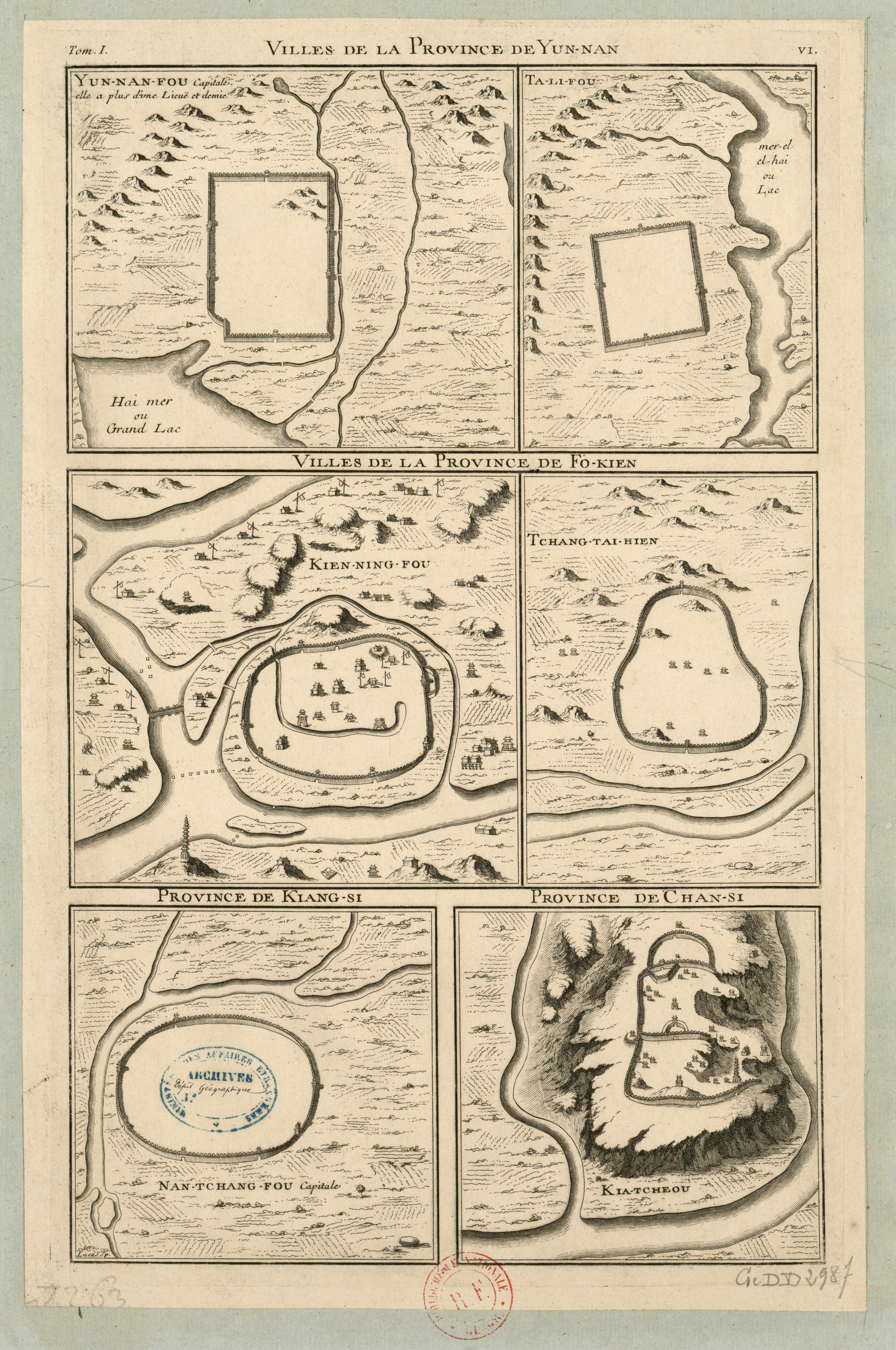
Description de la Chine. Band 1, S. 260, 1735, Städte der Provinz Yun-nan ; Städte der Provinz Fo-kien ; Provinz Kiang-si ; Provinz Chan-si (ohne Signatur)
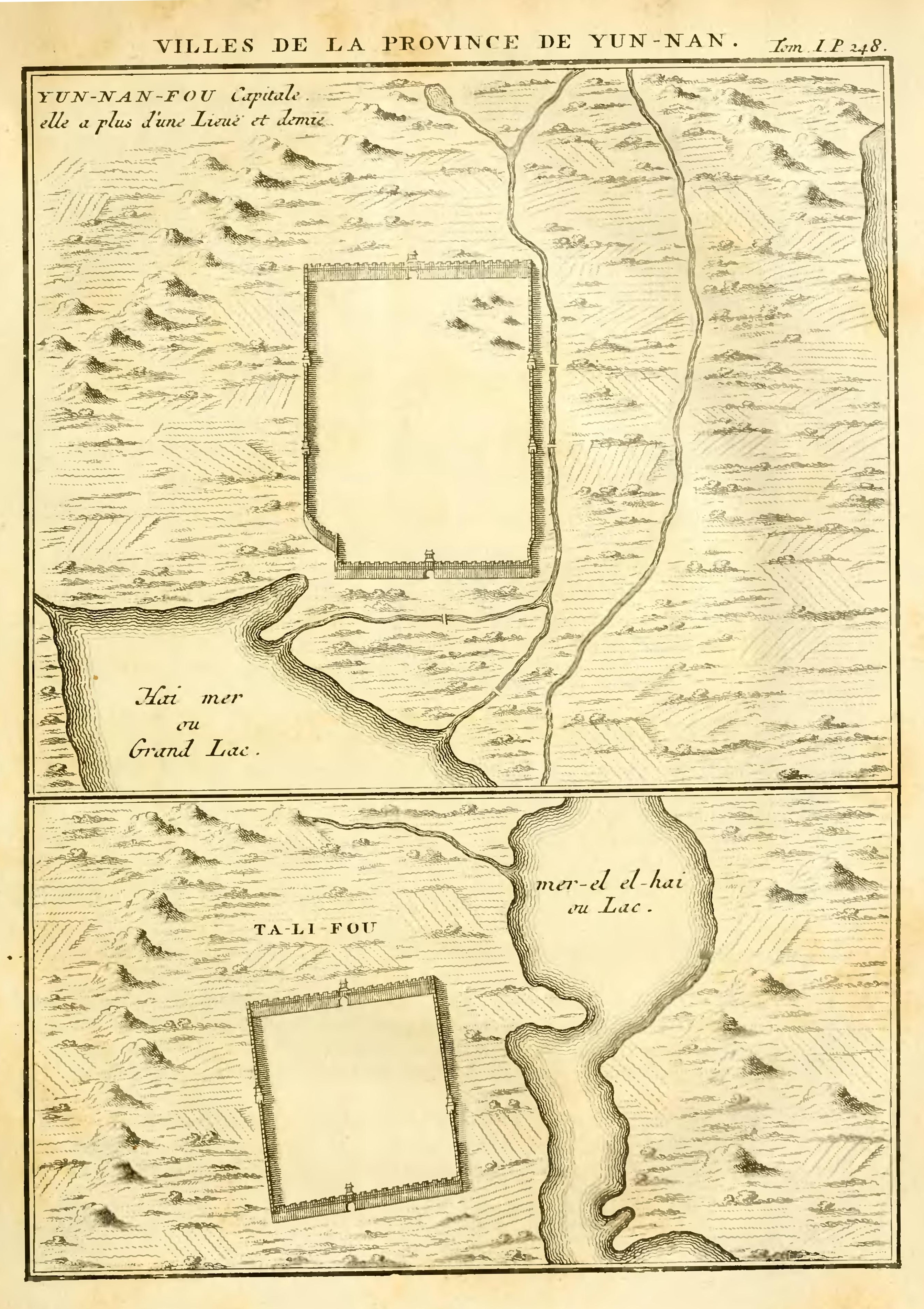
Description de la Chine. Band 1, S. 248, 1736, Städte der Provinz Yunnan": Karte von Yunnanfu (云南府) und Dalifu (大理府) (ohne Signatur)
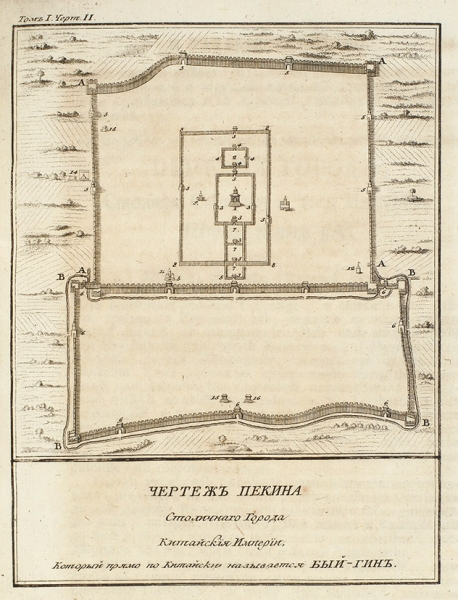
Географическое, историческое, хронологическое, политическое и физическое описание Китайския империи и Татарии Китайския. 1774, Band 1 (Bilder am Ende des Buchs), 1774, Grundriß von der Chinesischen Haupt-Stadt Peking (keine Signatur).
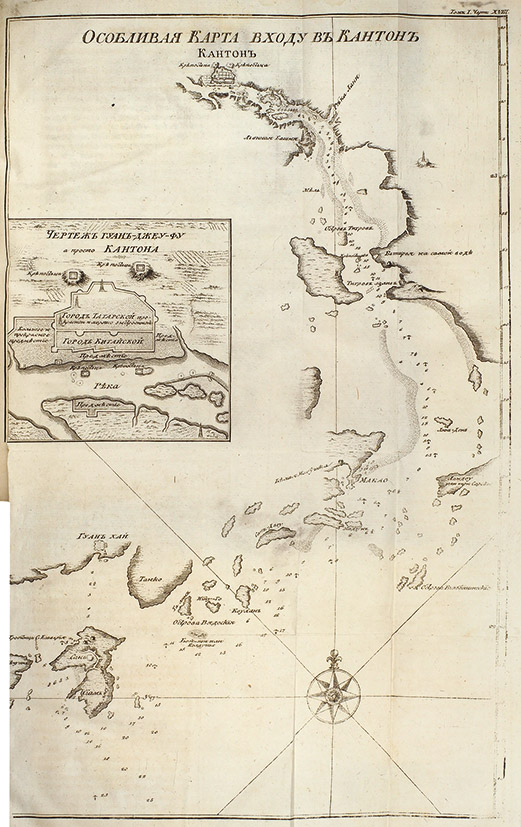
Географическое, историческое, хронологическое, политическое и физическое описание Китайския империи и Татарии Китайския. 1774 Band 1 (Bilder am Ende des Buchs), 1774, Special Karte von der Einfahrt in Canton  Grundriß von Quang-Tcheou, insgemein Canton.(keine Signatur).

Die Karten der Provinzen sind den französischen Ausgaben vorbehalten. Einzig die Darstellung der Provinz Ho-Nan ist auch in der englischen Ausgabe zu sehen.

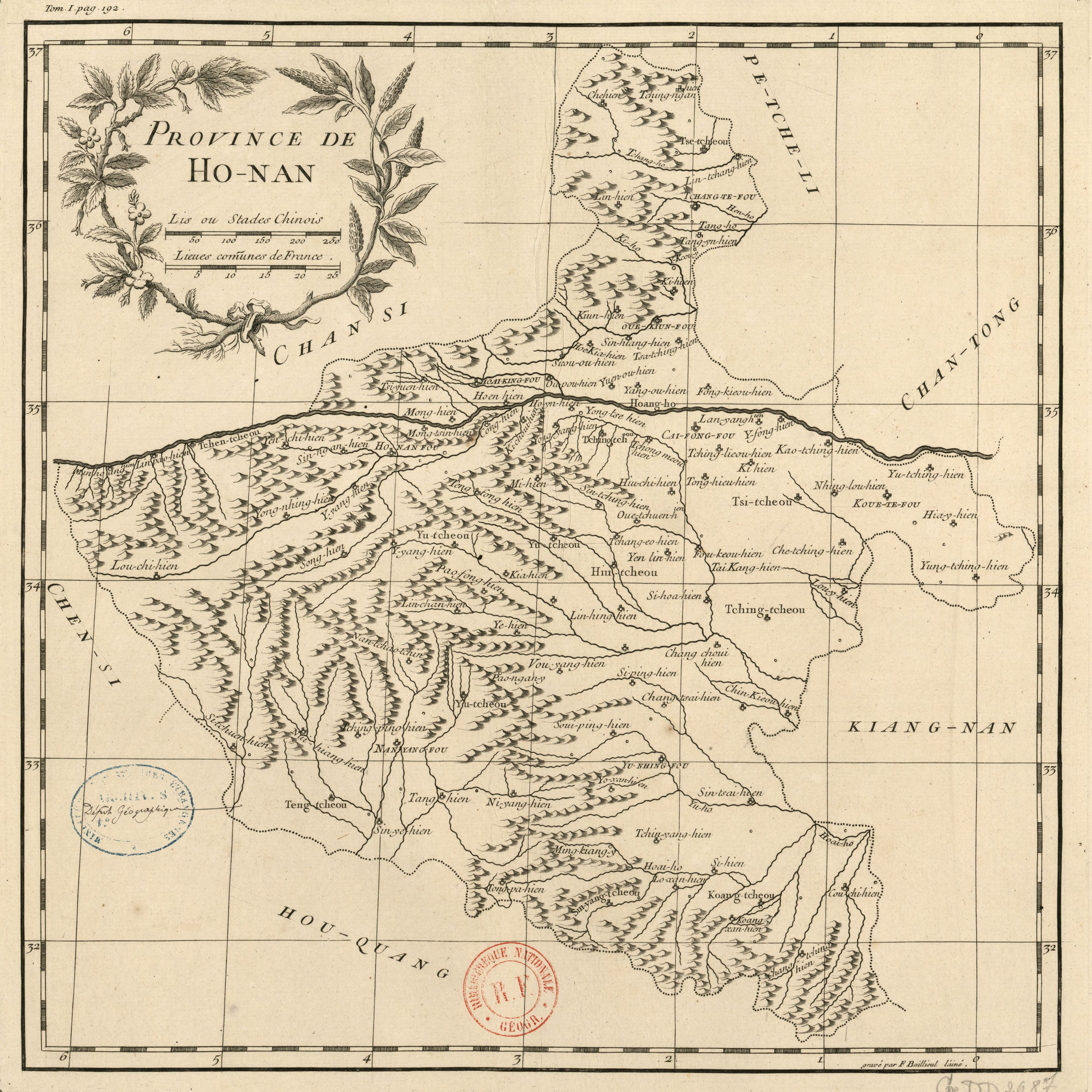
Description de la Chine. Band 1, S. 192, 1735, Province de Ho-Nan (gravé par F. Baillieul l'ainé)

Abbildungen im Fließtext wie z. B. in Band 3 der deutschen Ausgabe auf Seite 58 „Abbildung des Himmels und der Erde, als beyde zu entstehen angefangen“ sind überwiegend ohne Hinweise zum Künstler.

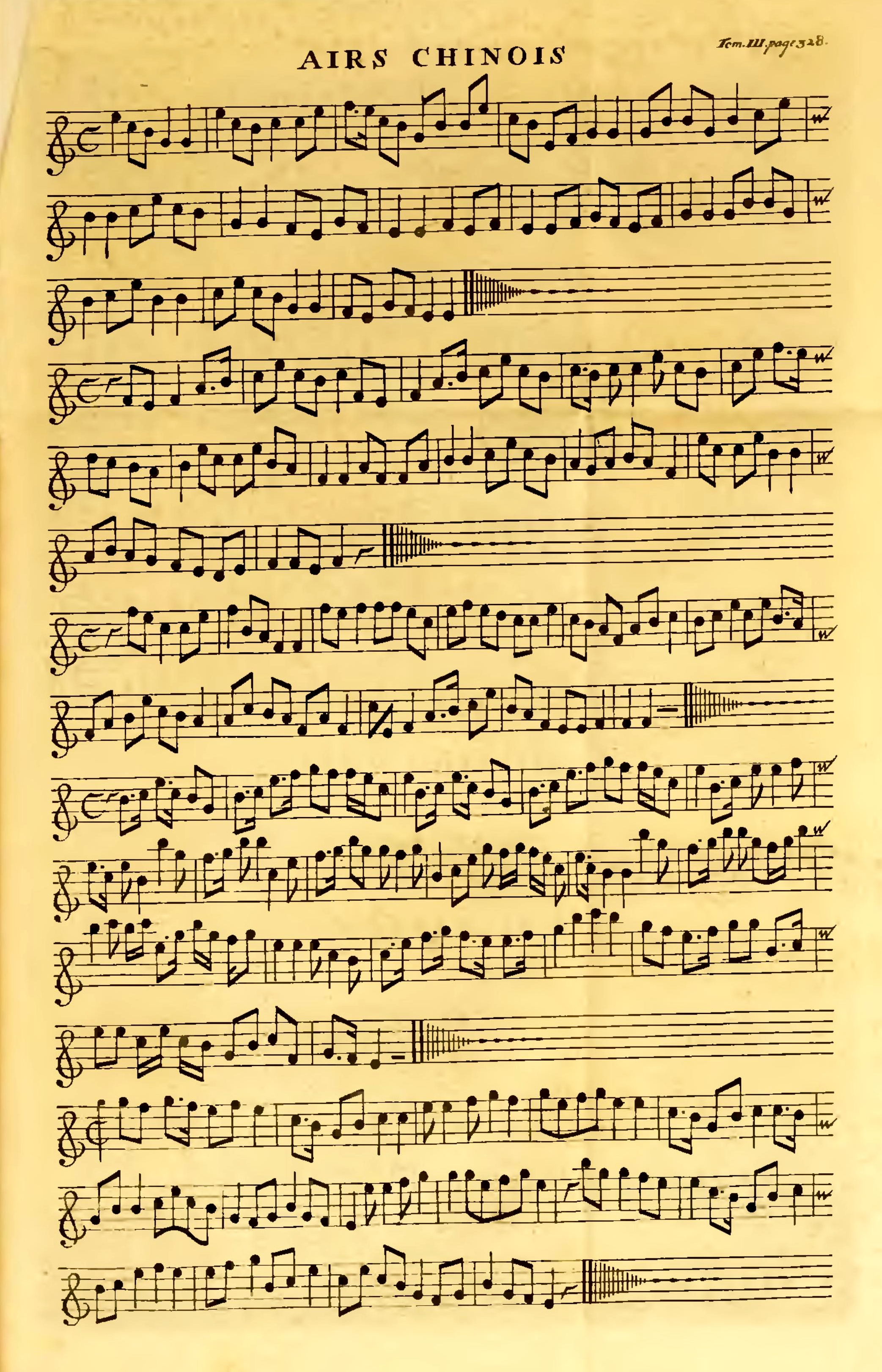
Description de la Chine. Band 3, nach S. 328, 1736, Partition d'airs chinois (ohne Signatur)
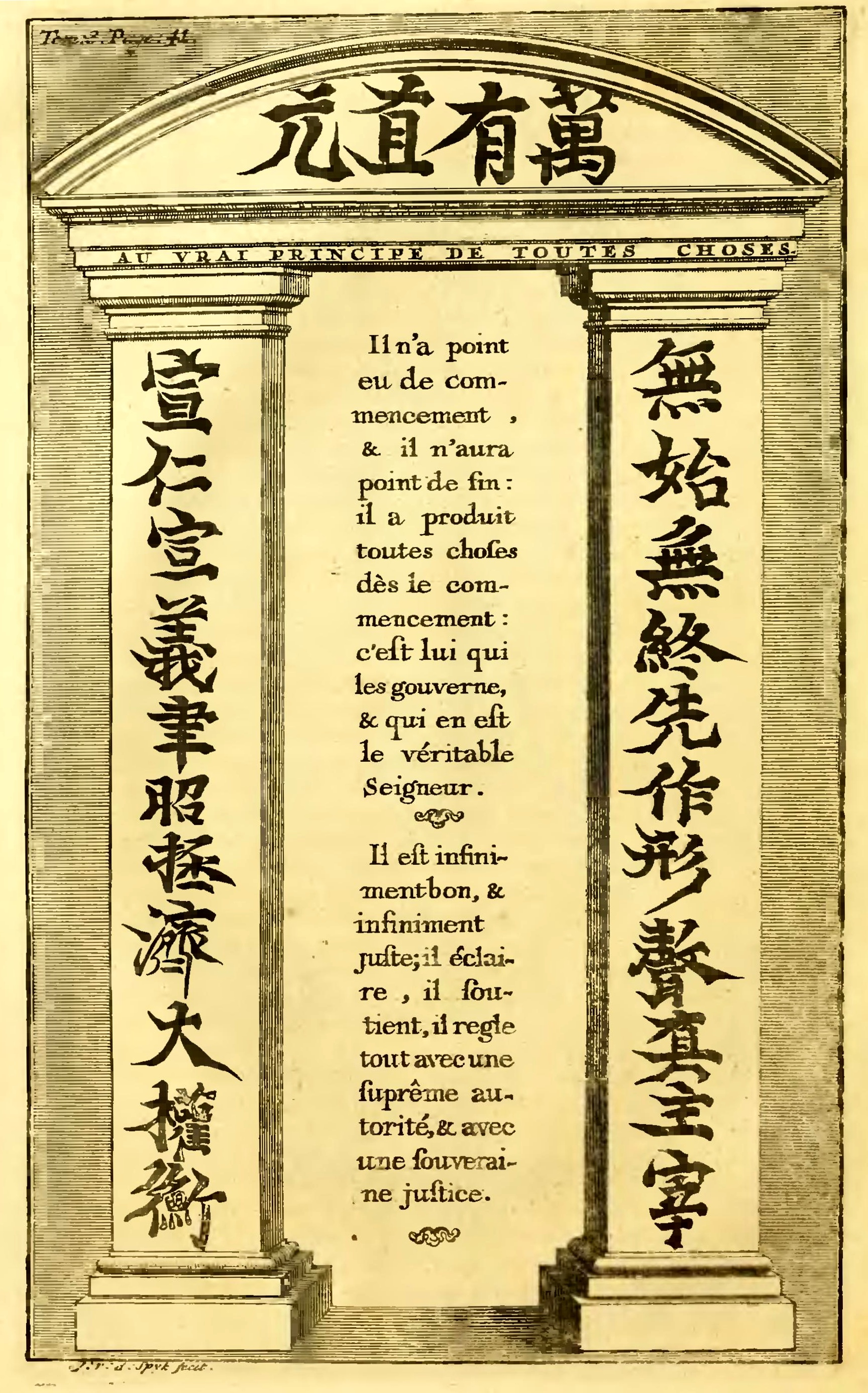
Description de la Chine. Band 3, nach S. 41, 1736, Chinesische Inschriften, die den Jesuiten am Hof übergeben wurden, um sie an der Fassade ihrer neuen Kirche anzubringen (ohne Signatur)

Die Abbildungen in Band 1 der russischen Ausgabe von 1774 ähneln in Aussehen und Reihenfolge stark denen in Band 1 der deutschen Ausgabe von 1747. Es kann angenommen werden, daß der Künstler der russischen Ausgabe als Vorbild die der deutschen Ausgabe verwendet hat. Da der Künstler Christoph Melchior Roth die Grafik der Titelseite gestaltet hat, besteht die Vermutung, daß er  die Abbildungen aus der deutschen Auflage ins Russische übersetzt und gestochen hat. Ein Beweis dazu fehlt allerdings.
Da viele der verwendeten Grafiken ohne Signatur sind, besteht die Möglichkeit, daß noch weitere Künstler an den Werken mitgearbeitet haben. In der verfügbaren Literatur konnten bisher keine Hinweise gefunden werden.

## Werke
- Description géographique, historique, chronologique, politique et physique de l’empire de la Chine et de la Tartarie chinoise. P. G. Le Mercier, Paris 1735, Band 1 (Digitalisat), Band 2 (Digitalisat), Band 3 (Digitalisat), Band 4 (Digitalisat)
- Description géographique, historique, chronologique, politique et physique de l’empire de la Chine et de la Tartarie chinoise. Nicolas-Léger Moutard, Paris 1770, Band 1 (Digitalisat), Band 2 (Digitalisat), Band 3 (Digitalisat), Band 4
- Description géographique, historique, chronologique, politique et physique de l’empire de la Chine et de la Tartarie chinoise. 4 Bände, Henri Scheurleer, Den Haag 1736, (archive.org, archive.org, archive.org, archive.org).
- Nouvel atlas de la Chine, de la Tartarie chinoise, et du Thibet., Henri Scheurleer / Jean-Baptiste Bourguignon d'Anville 1737 (Digitalisat)
- The General History of China: Containing A Geographical, Historical, Chronological, Political and Physical Description of the Empire of China, Chinese-Tartary, Corea and Thibet, Including an Extract and Particular Account of their Customs, Manners, Ceremonies, Religion, Arts and Sciences. John Watts, London 1. Aufl. 1736, Band 1 (Digitalisat), Band 2 (Digitalisat), Band 3 (Digitalisat), Band 4 (Digitalisat);
- The General History of China: Containing A Geographical, Historical, Chronological, Political and Physical Description of the Empire of China, Chinese-Tartary, Corea and Thibet, Including an Extract and Particular Account of their Customs, Manners, Ceremonies, Religion, Arts and Sciences. John Watts, London 2. Aufl. als Reprint 1739, Band 1 , Band 2 , Band 3 (Digitalisat), Band 4 (Digitalisat)
- A description of the empire of China and Chinese-Tartary, together with the kingdoms of Korea, and Tibet : containing the geography and history (natural as well as civil) of those countries : enrich'd with general and particular maps, and adorned with a great number of cuts / from the French of P.J.B. Du Halde, Jesuit ; with notes geographical, historical, and critical, and other improvements, particularly in the maps, by the translator. 2 bände, Edward Cave, London 1738 (archive.org), (archive.org).
- The General History of China: Containing A Geographical, Historical, Chronological, Political and Physical Description of the Empire of China, Chinese-Tartary, Corea and Thibet, Including an Extract and Particular Account of their Customs, Manners, Ceremonies, Religion, Arts and Sciences. 4 Bände, John Watts, London 3. Aufl. 1741 (archive.org), ([archive.org), (archive.org), (archive.org]).
- Ausführliche Beschreibung des Chinesischen Reichs und der grossen Tartarey. Johann Christian Koppe, Rostock 1747–1756, Band 1 1747 (Digitalisat), Band 2 1748 (Digitalisat), Band 3 1749 (Digitalisat), Band 4 1749 (Digitalisat), Band 5 Zusätze 1756 (Digitalisat)
- Географическое, историческое, хронологическое, политическое и физическое описание Китайския империи и Татарии Китайския снабденное разными чертежами и рѣзными фигурами сочиненное дюгальдом ; а с французскаго переведенное игнатьем де теильсом в Типографии Императорскаго сухопутнаго шляхетнаго кадетскаго корпуса. Игнатий Антонович Тейльс / Теильс), St. Petersburg 1774-1777, Band 1 1774 (Digitalisat), Band 2 1777 (Digitalisat), Band 1 1775 (Digitalisat). Kurzausgabe Historische und geographische Beschreibung des chinesischen Reiches. A. Svetuškin Moskau 1789, Kurzausgabe (Digitalisat)